# Françoise-Louise de Warens
Vous lisez un « article de qualité » labellisé en 2022.
Françoise-Louise de la Tour, également connue sous les noms de Madame de Warens ou Louise-Françoise-Éléonore de la Tour du Pil, dame de Warens, née le 31 mars 1699 à Vevey, en Suisse, et morte le 29 juillet 1762 à Chambéry, alors dans le duché de Savoie, est une aristocrate suisse, manufacturière, prospectrice de filons miniers, épistolière, espionne et libertine.
Après la mort de son père, elle est élevée par ses tantes piétistes au domaine des Bassets, dans un cadre bucolique. Elle y passe une enfance idyllique, qu'elle narrera plus tard à Jean-Jacques Rousseau. À la mort de sa tante Louise, riche héritière, elle est envoyée en pension pour recevoir une éducation soignée. Elle est ensuite mariée par ses tuteurs à l'âge de 14 ans à Sébastien-Isaac de Loys en 1713.
Elle fonde une fabrique de soie et de galettes. En 1726, elle s'enfuit en barque de Vevey pour rallier Évian et se mettre sous la protection du duc de Savoie et roi de Sardaigne Victor-Amédée II. Elle se jette à ses pieds après une révérence à la fin de la messe, ce qui la rend célèbre du jour au lendemain. Devenue catholique et convertisseuse après avoir abjuré sa foi protestante, elle recueille dans son domaine des Charmettes Jean-Jacques Rousseau, alors âgé de 15 ans, qui s'est enfui de Genève. Elle devient sa protectrice durant près de 14 ans, assurant son éducation musicale, littéraire et son avenir. Elle entame une relation amoureuse avec lui en 1732 alors qu'elle est également liée à son secrétaire Claude Anet, qui l'avait suivie dans son exil à Évian. Madame de Warens inspire à Rousseau le personnage de Julie dans son célèbre roman La Nouvelle Héloïse, ainsi que la dixième et ultime lettre de ses Rêveries du promeneur solitaire. À la mort de Claude Anet, Rousseau devient son secrétaire.
À son arrivée en Savoie, elle est recrutée comme espionne au service du roi de Sardaigne, et mène des missions délicates, dont elle rend compte à Turin. Après avoir dirigé et fait prospérer une ferme agricole, suscitant la jalousie et les tracasseries de ses voisins, elle projette d'établir un jardin botanique royal à Chambéry pour y employer Claude Anet, qui est passionné d'herboristerie. Elle s'engage activement dans les affaires et les projets agricoles tout au long de sa vie. Entre 1747 et 1757, elle fonde des sociétés d'extraction minière et d'export de charbon dans le massif du Mont-Blanc avec son compagnon Jean-Samuel Wintzenried, ainsi qu'une manufacture de poterie.
Le 29 juillet 1762, elle meurt pauvre et ruinée par ses affaires successives dans la poterie et les filons miniers à Chambéry, aux côtés de son homme d'affaires Jean Danel.

## Biographie

### Enfance et adolescence à Vevey (1699-1726)

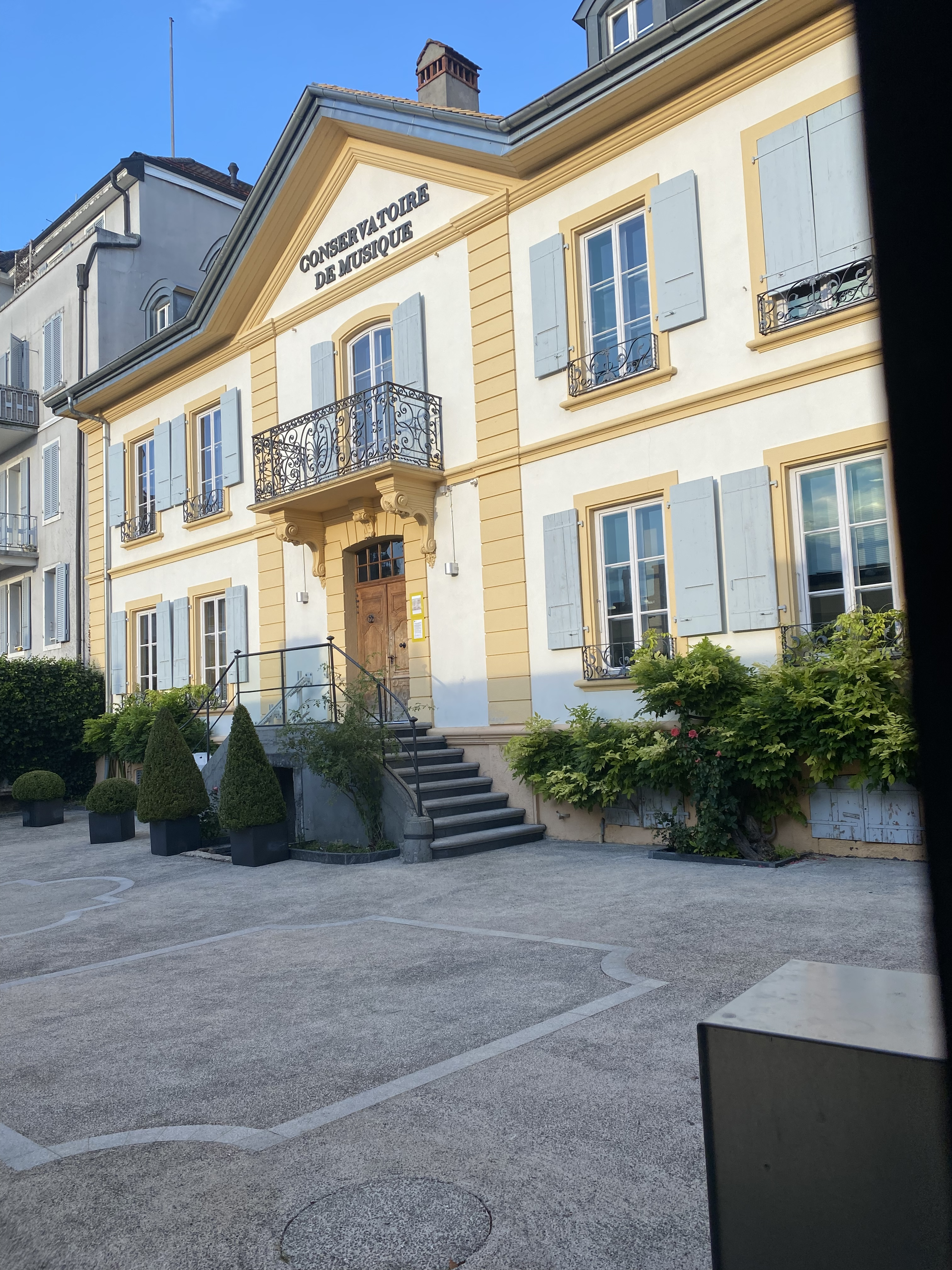
La maison Le Castel où nait Françoise Louise de la Tour le 31 mars 1699, située rue du Conseil 23, Vevey, Suisse.

Françoise-Louise de Warens naît le 31 mars 1699 à Vevey, au bord du Léman, dans le Pays de Vaud, dans le manoir de sa famille, Le Castel. Sa famille appartient à la petite noblesse protestante de la région, de la baronnie du Châtelard dans le Vieux-Chablais, réuni au Pays de Vaud sous la domination bernoise. Sa mère, Jeanne Louise Warnery, est une bourgeoise de Morges, veuve d'un premier mari, qui apporte une dot conséquente dans son second mariage. Cette somme finance l'achat du Castel en 1696. Son père est Jean-Baptiste de la Tour. Il appartient à la noblesse locale, dispose d'un domaine et s'intéresse à la médecine. Françoise-Louise est la dernière-née des quatre enfants du couple et la seule fille. Ses frères jumeaux, César et Abraham, sont nés en 1687 et Jean Étienne en 1698. La petite fille est baptisée dans l'église Sainte-Claire le 5 avril 1699 par un pasteur protestant.
La mère de Françoise-Louise de la Tour, Louise Warnery, meurt en 1700. Jean Baptiste de la Tour se remarie à Marie Flavard en 1705 et meurt en 1709, laissant derrière lui quatre enfants.

#### La famille la Tour
Jean Baptiste de la Tour est l'un des quatre fils de Georges de la Tour, et de Suzanne-Judith de Charrière, aristocrates du domaine des Bassets à Chailly sur Montreux. Leur ancêtre Uldricus de Turre a obtenu son statut de bourgeois au 14e siècle, mais les quatre frères habitant au domaine des Bassets sont considérés comme des « bourgeois du dehors » (du deuxième cercle) et n'ont pas les mêmes droits que les « bourgeois du dedans » (ou du premier cercle). Ils entament les démarches pour obtenir une lettre de bourgeoisie leur garantissant les mêmes droits politiques et avantages fiscaux que les bourgeois du dedans, et l'obtiennent le 23 mars 1696 après recours.

#### Tradition ancestrale de la pratique de la médecine
Le père de Françoise de la Tour est mège de Chailly, une localité près de Montreux, c'est-à-dire un soignant disposant d'une formation pratique, tout à la fois médecin et vétérinaire. Dans la bibliothèque de la maison familiale des la Tour sont gardés les livres de médecine ayant appartenu à Gamaliel de la Tour, l'arrière-grand-père paternel de Françoise de la Tour, qui est diplômé de médecine de l'université protestante de Montpellier. Françoise-Louise de la Tour a ainsi l'occasion de regarder son père pratiquer ce type de médecine, qui requiert la préparation de remèdes en utilisant des cahiers de recettes comme le « cahier Hugonin ».

#### Le domaine des Bassets

Photo du domaine des Bassets, maison familiale des tantes Violette et Louise de Françoise-Louise de la Tour, démolie en 1889. On peut voir la galerie du premier étage.

Le père Jean-Baptiste confie ses trois enfants, César, Abraham et Françoise-Louise, à ses deux sœurs célibataires, Louise et Sébastienne Violente de la Tour. Jusqu'ici les enfants ont vécu à Vevey, et ils déménagent à la campagne dans le domaine des Bassets, situé dans la baronnie du Châtelard du bailliage de Chillon Vevey. C'est de ce domaine que s'inspirera Rousseau bien des années plus tard, le choisissant comme le lieu des évènements de son roman La Nouvelle Héloïse. À l'époque où y vit la jeune fille, le domaine comporte prés et vignes, des vaches et treize ruches. Il a été acquis par l'ancêtre Uldricus de Turre de Chally, bourgeois de Vevey en 1382, et s'étend des rives du lac aux vignobles et pâturages. La maison est construite par son fils Nicodus. Onze générations de la même famille se succèdent jusqu'à Françoise-Louise de la Tour, dont les noms sont enregistrés dans les registres paroissiaux comme bienfaiteurs de l'église Saint-Martin. Dès la réforme, leurs noms inscrits en latin sont francisés.
Parmi les ancêtres de Françoise-Louise de la Tour, Pierre de la Tour, de la 8e génération, devient baron, ce qui l'exonère des prestations féodales. La famille de Françoise-Louise de la Tour est donc constituée de ce que l'on nomme le « deuxième cercle » de la haute société locale. Les bourgeois de Berne et les membres de la maison de Blonay constituent le « premier cercle » et détiennent les charges prestigieuses, levant l'impôt et faisant justice. La fonction la plus prestigieuse en Pays de Vaud est exercée par le bailli de Lausanne, qui fait fonction de collecteur d'impôts, juge, chef de la police et est tiré au sort ou choisi parmi les bourgeois du conseil des Deux-Cents.
Françoise-Louise de la Tour et ses frères s'établissent dans la maison dite des demoiselles de La Tour, les deux sœurs de Jean-Baptiste qui ne se sont jamais mariées. Loïse Clément-Grandcourt, qui loue le domaine pour y établir un pensionnat de jeunes filles entre 1841 et 1844, écrit dans une lettre du 17 août 1841 :

« Cette maison vaste, commode, qui a l'air d'un vieux château, domine une allée de noyers qui descend jusqu'à la baie de Clarens et jouit d'une vue magnifique à faire crier. »

Jean-Jacques Rousseau s'étant inspiré du domaine des Bassets et de Madame de Warens pour écrire son célèbre roman, Julie ou la Nouvelle Héloïse, il est possible d'avoir une idée de la maison en se référant à ses textes.

« Il y a au premier étage une petite salle à manger différente de celle où on mange ordinairement au rez-de-chaussée. Cette salle particulière est à l'angle de la maison et éclairée des deux côtés. Elle donne par l'un sur le jardin au-delà duquel on voit le lac à travers les arbres, par l'autre on aperçoit un grand coteau de vigne qui commence d'étaler aux yeux les richesses qu'on y recueillera dans deux mois,. »

#### L'éducation de Madame de Warens par ses tantes
Ses tantes lui prodiguent une éducation bourgeoise malgré leur statut d'aristocrates, lui apprenant à coudre, filer, tisser et faire de la dentelle, ainsi qu'à tenir un domaine et un ménage. L'éducation religieuse est assurée à domicile dans une tradition piétiste. L'évangile est lu dans le salon, et les fidèles de cette mouvance se rassemblent autour de François Magny. Louise et Violette de la Tour sont à une reprise convoquées devant le consistoire de Vevey pour répondre à des questions.
Elles transmettent à leur filleule leur façon d'associer Dieu à la nature, et de sentir sa présence dans les éléments naturels, professant l'indifférence à l'égard des statuts sociaux ainsi que la bienveillance envers leurs prochains, traduite notamment par l'aide à la guérison. La petite fille a pour amie celle d'un maçon du domaine, Fanchette Cochard.
Les tantes retiennent des traditions aristocratiques le nécessaire juridique pour l'administration de leur domaine : droits et devoirs seigneuriaux, dîmes, lods, droit de champart, etc. On leur a recommandé de ne se lancer ni dans les affaires, ni dans les procès. Françoise-Louise de la Tour est une élève douée, et à l'âge de huit ans elle a fini de lire tous les livres de la bibliothèque familiale. Elle s'intéresse en particulier aux livres où il est question de religion.
Marie Flavard écrit à sa sœur le 8 janvier 1708 pour dire combien les tantes, et surtout Louise de la Tour, ont su avec talent faire l'éducation de la petite fille. La même année, alors que Françoise-Louise de la Tour a neuf ans, sa tante Louise décède, et son autre tante Violette vend le domaine des Bassets à son frère pour aller s'installer à Yverdon chez son autre sœur Madeleine. Françoise-Louise retourne chez son père à Vevey, où vivent ses deux demi-frères nés du remariage de son père avec Marie Flavard, ainsi que son propre frère Abraham, qui meurt à son tour. Son père, Jean-Baptiste de la Tour, meurt d'une hydropisie en octobre 1709, et Marie Flavard accouche d'une fille mort-née. Marie Flavard décide alors de retourner aux Bassets avec les trois enfants survivants des huit enfants de Jean-Baptiste de la Tour. Ce dernier avait légué à ses enfants tous ses biens de façon égalitaire, et nomme deux oncles tuteurs pour Françoise-Louise de la Tour, Gamaliel de la Tour et David Ancel.
En 1710, Françoise-Louise de la Tour devient marraine d'une petite fille, Françoise-Marie de la Tour, fille de Rose de la Tour, avec laquelle elle noue des liens similaires à ceux qu'elle avait avec sa tante Louise de la Tour.

#### Séjour à la pension Crespin
L'entente avec sa belle-mère n'étant pas parfaite, les tuteurs de Françoise-Louise de la Tour décident de l'envoyer en pension chez Bénigne Artaud (Mme Crespin) à Lausanne, et elle quitte le domaine des Bassets en 1711 définitivement. Mme Crespin appartient à la mouvance piétiste et est un temps menacée d'expulsion par le petit conseil. La situation de Françoise-Louise de la Tour est celle d'une héritière aisée, car elle est seule héritière, après le décès de ses frères, des biens de sa mère, et héritière du tiers de l'héritage laissé par son père. Elle jouit donc d'une éducation soignée que permet sa fortune personnelle, le prix de sa pension chez Madame Crespin se montant à 200 livres suisses,,. Elle montre plus d'aptitudes pour les chiffres que pour les lettres, éprouvant de la difficulté à apprendre les règles de la langue française. Elle apprécie les cours de clavecin de Mlle Chavannes, cours pendant lesquels elle se noue d'amitié avec une autre pensionnaire, Mlle Lafond, qui est la fille de réfugiés français. Françoise-Louise lui parle de son ancêtre Barbe de Blonay, et Mlle Lafond de son envie de voyager à Turin et Paris.

#### Négociations du contrat de mariage entre les deux familles
Pour son malheur, elle représente avec sa fortune un beau parti, mais ses parents ne sont plus là pour la protéger. Ses tuteurs négocient mal son contrat de mariage, n'ayant que peu d'intérêts à lui trouver le meilleur parti. En 1713, on lui fait rencontrer un prétendant, Sébastien-Isaac de Loys, né le 28 juillet 1688 à Lausanne, fils d'Esther de Lavigny, dame de Vuarens et de Jean de Loys, chef fortuné de la famille des Villardin. Sébastien de Loys fait des études, puis est envoyé à Lucerne pour apprendre l'allemand. Il intègre ensuite le régiment suisse de Portes et devient enseigne du duc de Savoie. Devenu officier, il est envoyé en Russie par le roi de Suède. Il devient également bourgeois de Lausanne et membre du conseil des Deux-Cents. En 1712, il est nommé capitaine d'une troupe d'élite directement sous l'autorité de Leurs Excellences de Berne. L'officier écrit dans ses carnets de raison, : 

« Au commencement de 1713, M. de Villardin fit connaître à son fils qu'il souhaitait le voir rechercher en mariage Mlle de la Tour. Bien que M. de Loys ne songeât pas beaucoup à changer d'état, il regarda le conseil comme un ordre et fit connaissance avec la demoiselle qu'il n'avait vue auparavant. S'étant épris d'elle d'une violente passion, il se montra résolu, de sorte que son père, M. de Villardin, se rendit à la Tour-de-Peilz pour demander à Gamaliel de la Tour. »

Une lettre anonyme écrite de Londres en 1712 figurant dans les archives de Loys indique peut-être que Sébastien-Isaac de Loys avait une liaison avec une femme francophone à Londres. Sébastien-Isaac de Loys paraphe en effet de sa main en 1726, après la fuite de Madame de Warens à Évian, cette lettre, indiquant que celle-ci lui a été écrite par une dame à laquelle il aurait dû vouer sa vie. Il est probable, selon Anne de Noschis, que le père de Sébastien-Isaac de Loys ait voulu contrer les intentions de ce dernier de se marier avec une femme sans fortune à Londres, en entamant des démarches pour que son choix se porte sur une riche héritière orpheline, avec une dot conséquente de 30 000 livres. La première version du contrat de mariage est rédigée le 22 mars 1713 par un notaire de Lausanne, et les deux oncles de l'orpheline demandent que le domaine de Vuarens et ses terres constituent la dot du jeune marié. La deuxième version rédigée le 18 avril 1713 contient cette clause, mais le jour où elle est présentée, l'oncle et tuteur Gamaliel de la Tour est absent pour maladie, et David Ancel, l'autre tuteur, est soit absent soit ne signe pas l'acte. Or le deuxième alinéa du contrat stipule : 

« En vue duquel mariage ladite noble Françoise-Louise de la Tour se constitue audit noble Sébastien-Isaac de Loys, son cher époux, avec tout ses biens échus, desquels ledit noble époux aura la jouissance pendant sa vie. »

 Les droits de jouissance des biens de l'orpheline sont immédiatement transmis à son mari au titre de l'alinéa 2 du contrat, et en tant que propriétaire seule demeure à Madame de Warens la possibilité de tester. Pour elle sont prévus cinquante petits écus par année, ainsi que 300 livres pour l'achat de vêtements et joyaux, joyaux qu'elle a l'obligation contractuelle de transmettre à ses enfants. La seule obligation du mari, prévue à l'alinéa 5, est un engagement futur à une augmentation de dot de 8 000 livres, engagement que Sébastien-Isaac de Loys ne tiendra pas, car son père ne lui transférera jamais la propriété des terres de Vuarens. Ainsi les termes du contrat fixent-ils la fortune des époux : Sébastien-Isaac se retrouve maître de 50 000 livres, dont 30 000 provenant de sa femme, et 20 000 de son propre père, que celui-ci s'engage à verser.
Le 29 avril 1713, Gamaliel de la Tour signe sans broncher la procuration, mais le deuxième tuteur, David Ancel d'Yvonand, voit le problème de l'engagement de verser 20 000 livres dans le futur et non pas immédiatement, et refuse de signer. Il intente même un procès à Gamaliel de la Tour pour faire annuler le contrat. Gamaliel étant malade, il envoie son fils aux audiences du tribunal. Les disputes entre les deux représentants légaux de l'orpheline sont telles que les juges finissent par leur retirer la tutelle, qui est confiée à François Magny. À ce moment, Gamaliel de la Tour meurt et son fils Jean-Baptiste, époux de Rose de la Tour (mère de la filleule de Françoise de la Tour), reprend la direction de la famille. François Magny se rend à Neuchâtel afin de convaincre David Ancel de signer et parvient à ses fins.
Le père de Sébastien-Isaac de Loys le convoque alors juste avant le mariage pour lui faire signer une attestation selon laquelle il abandonne tous ses droits sur la terre de Vuarens. Le jeune marié demande alors tout de même le droit de pouvoir porter le nom. On ne sait à ce jour pas pourquoi le père de Sébastien-Isaac de Loys le désavantage ainsi dans la succession, puisqu'il était d'après la loi seul héritier de l'héritage de sa défunte mère, et qu'il dote par contre les enfants de son second mariage. Sébastien de Loys garde toutefois la possibilité d'utiliser le nom de cette terre après son mariage.
De par son statut et sa fortune, Françoise-Louise de Loys pouvait prétendre à un meilleur parti parmi les bourgeois du premier cercle, alors que Sébastien Isaac de Loys est un homme finalement sans dot, et issu du deuxième cercle.

#### Mariage

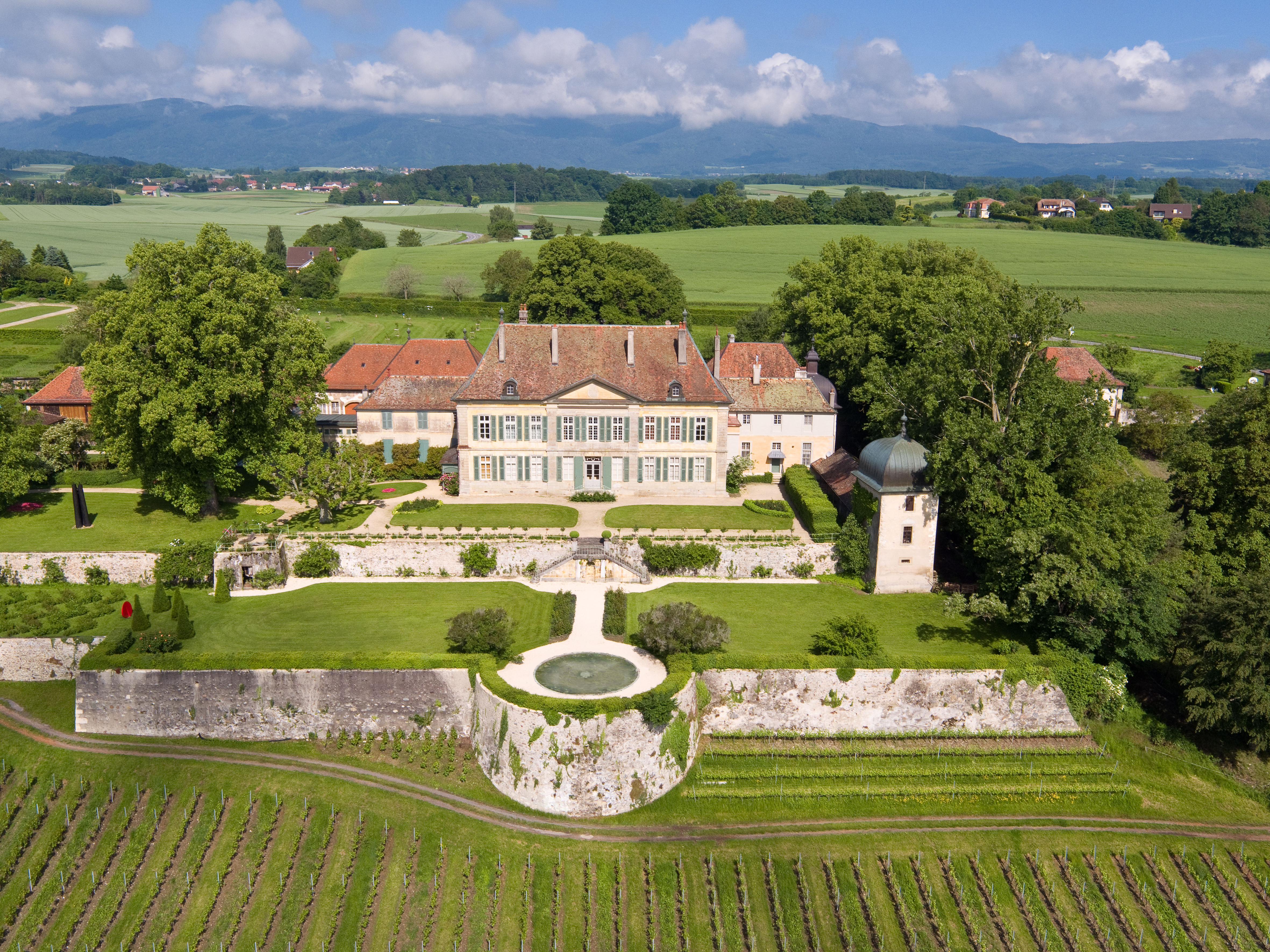
Photo de 2016 du château de Vullierens.

Le 22 septembre 1713, âgée de 14 ans, elle épouse Sébastien Isaac de Loys (1688-1754), à Lausanne et devient baronne de Warens (ou orthographié Vuarrens), du nom d'une propriété du père de son mari près de Vevey. La réception se tient au château de Vullierens, chez Gabriel-Henri de Mestral, oncle de Sébastien-Isaac de Loys. Dès ce moment, Sébastien de Loys prend le nom de Monsieur de Warens d'après le nom de la terre qui lui a été donnée par son père,.
Selon Anne de Noschis, il y a peu de détails sur la nuit de noces :
« La nuit de noces met en présence deux inconnus : la mariée de 14 ans, élevée à la campagne, ne peut ignorer les mécanismes de l'accouplement observé chez les animaux. Ce qu'elle sait de l'intimité d'un couple humain, joies du corps ou devoir conjugal, provient des récits de ses proches ou de ses camarades de pension. Le marié, pour sa part a 25 ans ; il a passé du temps aux armées, a voyagé en Europe, s'est épris de S.B, le parfait «attachement». Son âge et son expérience en font l'initiateur de la jeune fille qui lui est offerte. »
On sait juste que les époux font chambre à part, ce qui n'est pas anormal pour l'époque, et que Madame de Warens souffre fréquemment de « vapeurs », qui à cette époque sont décrites comme des affections hystériques et mélancoliques. Rousseau dans ses Confessions parle tout de même d'un mariage malheureux.
Après des séjours à Chailly et Vevey, le couple s'installe au Castel, la maison de Madame de Warens à Vevey. Elle comporte onze pièces, et ils ont à leur disposition trois domestiques, une servante, une cuisinière et un valet affecté au service personnel de Sébastien-Isaac de Loys. Le couple se rend également dans ses autres demeures à Lausanne et au domaine des Bassets, où Madame de Warens continue d'assurer la direction des vendanges du domaine des Bassets. Le couple jouit d'une situation très confortable, ses revenus provenant de la solde de capitaine de Sébastien de Loys, des jetons de présence au conseil des deux cents de Lausanne, ainsi que des revenus tirés des vignes. La dot de la jeune femme est investie, et les revenus du couple se montent à 2 000 livres suisses par an, ce qui les positionne parmi la tranche très aisée des familles de l'époque.
En 1721, Monsieur de Warens intente un procès à son père pour tenter de récupérer les terres promises pour le mariage, au lieu de bénéficier de la rente octroyée par son père. Le 17 septembre 1722, Madame de Warens fait son testament à la suite d'une grave maladie.
Monsieur de Warens obtient une charge municipale à Vevey, et Madame de Warens commence ses activités industrielles. Le couple recueille le fils d'un ami de Monsieur de Warens et la filleule de Madame de Warens, Françoise-Marie de la Tour, qui deviennent leurs pupilles.

#### La manufacture de bas de soie
En 1724 arrive à Vevey Elie Laffon, fils d'un ministre protestant français réfugié. Il a pour objectif de lancer une fabrique de bas de soie. Madame de Warens, qui a été une fois l'élève de la sœur de Laffon, entreprend de le soutenir dans sa démarche, le jeune homme ayant besoin de conseils et de capitaux.
Elle fonde une manufacture de bas de soie et d'armatures de chapeaux (galettes) en 1725 à Vevey. Elle y ajoute une manufacture de bas de laine et s'associe à Elie Laffon, puis en 1725 à un dénommé Saint-André. Au mois de juin 1725, la manufacture est inondée par le débordement d'une rivière.
En septembre 1725, ayant perdu beaucoup d'argent, le couple est forcé d'abandonner ses pupilles et le garçon est remis aux autorités de la ville de Vevey tandis que Françoise Marie de la Tour retourne chez sa mère.
La manufacture fait faillite l'année suivante,.
Madame de Warens, affectée par ces déboires, se rend à Aix pour prendre les eaux et y fait la connaissance de Madame de Bonnevaux, qui était une relation de son mari. Madame de Bonnevaux, savoyarde et catholique la convainc de se convertir au catholicisme et de fuir l'austérité calviniste du Pays de Vaud.

### Les années savoyardes (1726-1762)

#### Fuite à Évian
Le 5 août 1726, alors qu'elle a 27 ans, elle s'enfuit de Vevey en barque pour se rendre à Évian sous le prétexte de prendre les eaux, emmenant avec elle un dénommé François Canet.
Dans ses mémoires, Monsieur de Warens donne sa version de l'histoire. « C'est en grande partie, si ce n'est entièrement, à la ruine de son crédit qu'on doit attribuer la fuite de Mme de Warens et son passage au catholicisme ». Elle se serait enfuie pour échapper au scandale provoqué par sa faillite.
Elle devient célèbre lorsqu'au cours d'une messe elle se jette aux pieds du roi de Sardaigne Victor-Amédée II à la fin de sa révérence, pour lui demander protection et subsistance. Le roi fait alors atteler une voiture pour l'envoyer à Annecy.
Elle se convertit au catholicisme au monastère de la Visitation le 8 septembre 1726, abjure entre les mains de Mgr Bernex l'évêque de Genève-Annecy, et perçoit dès lors une pension de 1 500 livres du roi de Sardaigne,, et des évêques de Maurienne et d'Annecy. À ce moment, elle ajoute à son nom celui d'Éléonore,. Elle est chargée d'accueillir les fugitifs protestants de Genève et de Berne souhaitant se convertir et de les envoyer à Turin. L'évêché lui octroie le statut de convertisseuse et elle s'installe dans sa demeure, rue de l'Évêché. Le roi lui demande de porter le titre de baronne de son ancêtre Pierre de la Tour, et elle se fait connaitre comme « Baronne de Warens » ou « Baronne de Voiran ».
Le 26 septembre 1726, elle fait une donation de tous ses biens à son mari venu lui rendre visite au monastère de la Visitation à Annecy. L'acte établi devant notaire est signé en présence de Gaspard de Lambert, Joseph Faure, premier et second syndics d'Annecy-le-Vieux, les révérends François Chabod et Amédée Montillet, maitre François Chovest, praticien, bourgeois d'Annecy. Son mari en contrepartie lui assure le versement de 1 000 livres.
Sébastien Isaac de Loys demande le divorce en janvier 1727 et l'obtient du consistoire suprême de Berne le 24 février 1727,. Les biens de Madame de Warens sont confisqués et remis à son ex-mari en tant que gestionnaire par le Sénat de Berne,.

#### Rencontre avec Jean-Jacques Rousseau à Annecy

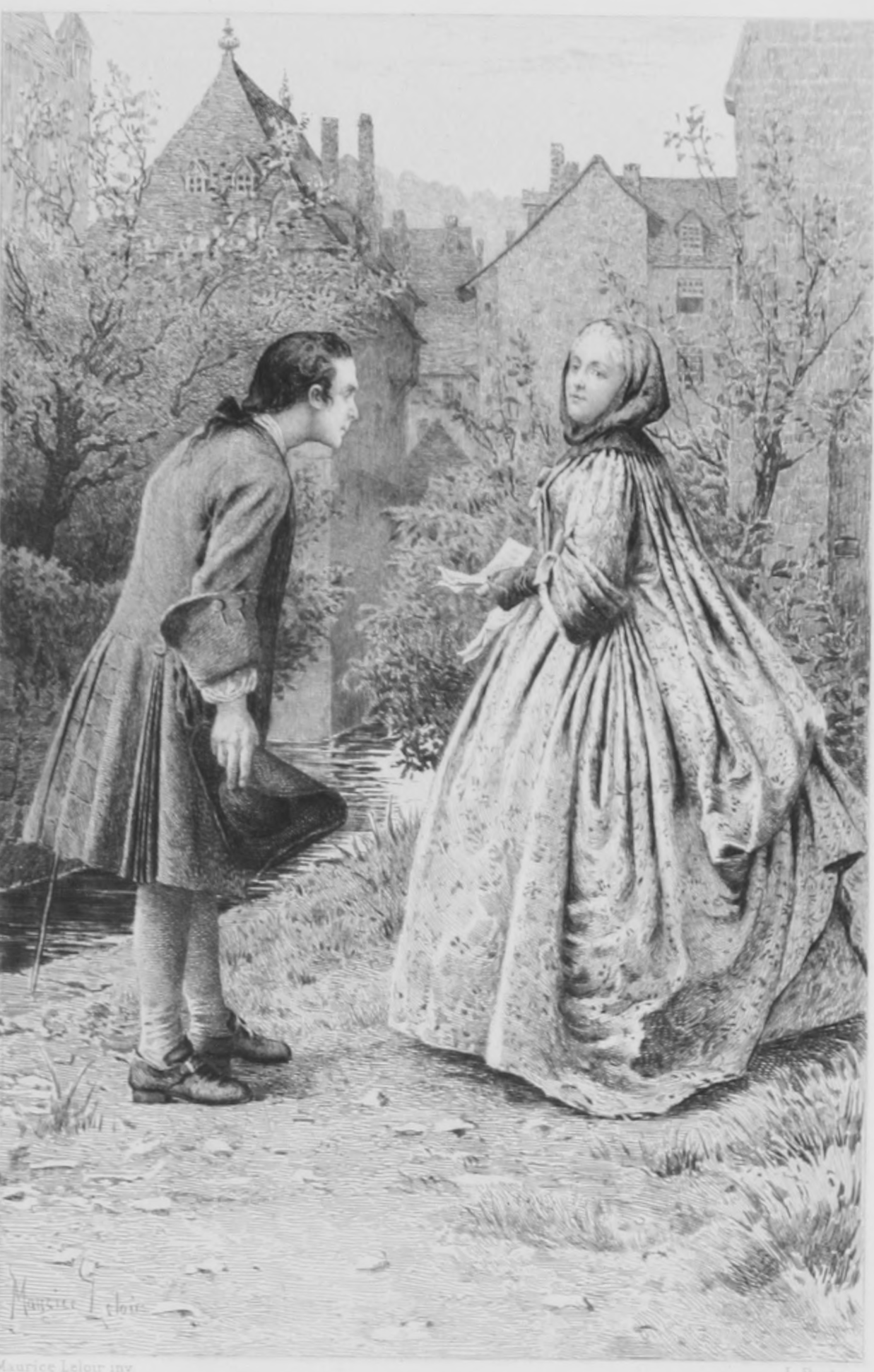
Madame de Warens et le jeune Rousseau, illustration tirée d'une édition des Confessions de Rousseau.

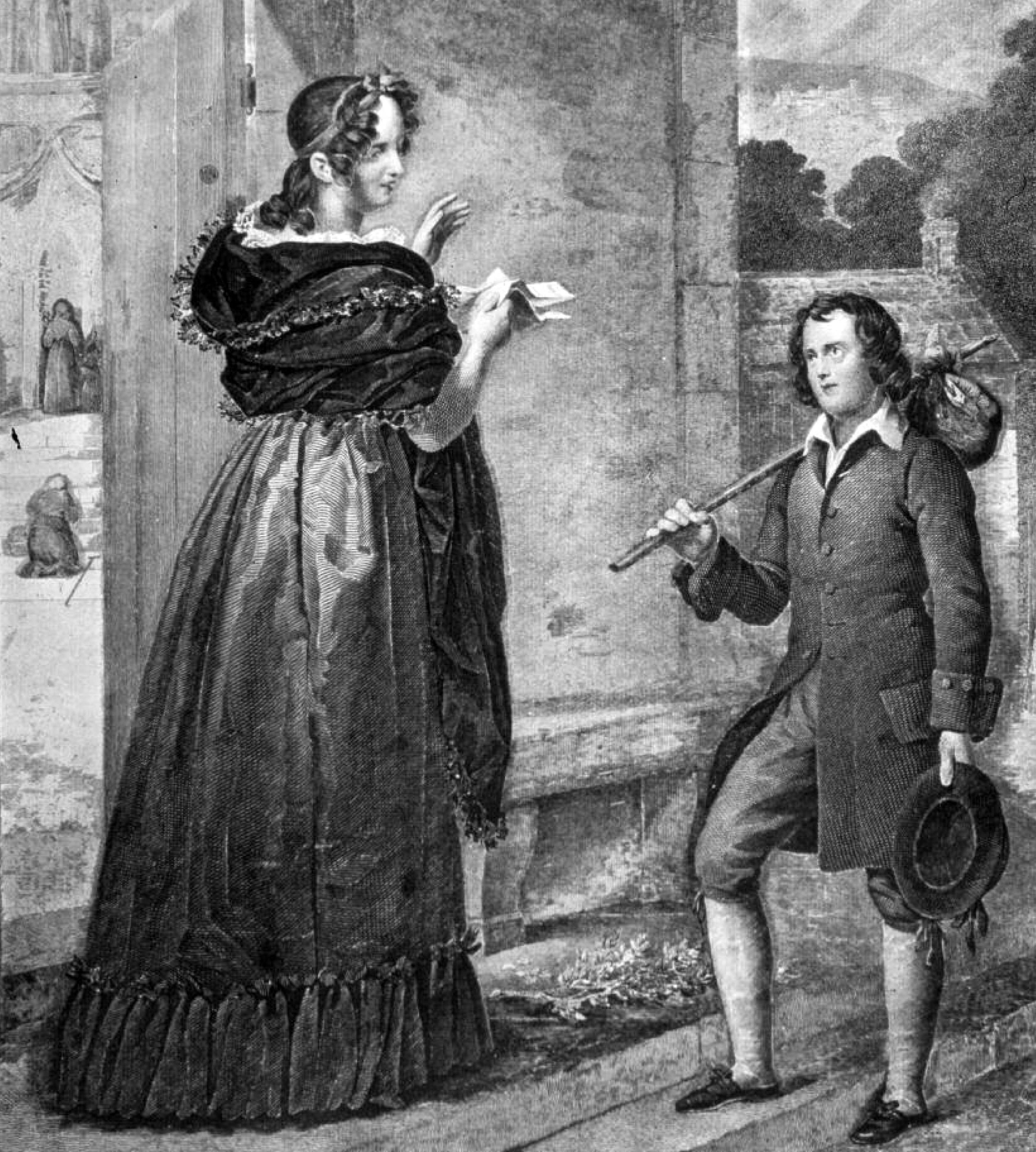
Première rencontre avec Madame de Warens par Steuben (1830) à Annecy.

Elle accueille chez elle Jean-Jacques Rousseau, alors un jeune apprenti âgé de 15 ans qui s'est enfui de Genève, où il était battu par son maitre Abel Ducommun,, le 21 mars 1728,. Plus tard, il relate cette rencontre dans Les Confessions : 

« Que devins-je à cette vue ! Je m'étais figuré une vieille dévote bien rechignée ; la bonne dame de M. de Pontverre ne pouvait être autre chose à mon avis. Je vois un visage pétri de grâces, de beaux yeux bleus pleins de douceur, un teint éblouissant, le contour d'une gorge enchanteresse. Rien n'échappa au rapide coup d'œil du jeune prosélyte ; car je devins à l'instant le sien, sûr qu'une religion prêchée par de tels missionnaires ne pouvait manquer de mener en paradis. »

#### Activités d'espionnage
Afin de rendre compte de ses activités au roi de Sardaigne, Victor-Amédée II, elle est invitée régulièrement à Turin où, reçue à la cour aristocratique dans de luxueux palais, elle assiste aux fêtes somptueuses qui y sont données.
Le roi de Sardaigne Victor-Amédée II l'engage comme espionne parce qu'il projette l'invasion de la Suisse occidentale. Madame de Warens se rend à Paris en 1730 avec Claude Anet et Bernard-Paul Regard, seigneur d'Aubonne. Durant ce voyage, elle fait réaliser un portrait par le peintre Nicolas de Largillierre. Elle se brouille avec Regard, et quitte Paris précipitamment, suscitant la méfiance de tous côtés, pour aller rendre compte au roi de Sardaigne. Cependant, le roi se marie et abdique en faveur de son fils le 3 septembre 1730, et se retire au château de Chambéry.

En septembre 1730, Madame de Warens est assignée à résidence par le duché de Savoie à Rumilly. Rousseau indique dans ses Confessions la raison du voyage de Madame de Warens à Paris, qui lui est donnée par l'intéressée elle-même : 

« Tout ce que j'ai cru entrevoir dans le peu qu'elle m'en a dit est que, dans la révolution causée à Turin par l'abdication du roi de Sardaigne, elle craignit d'être oubliée, et voulut, à la faveur des intrigues de M. d'Aubonne, chercher le même avantage à la cour de France, où elle m'a souvent dit qu'elle l'eût préféré, parce que la multitude des grandes affaires fait qu'on n'y est pas si désagréablement surveillé. Si cela est, il est bien étonnant qu'à son retour on ne lui ait pas fait plus mauvais visage, et qu'elle ait toujours joui de sa pension sans aucune interruption. Bien des gens ont cru qu'elle avait été chargée de quelque commission secrète, soit de la part de l'évêque, qui avait alors des affaires à la cour de France, où il fut lui-même obligé d'aller, soit de la part de quelqu'un plus puissant encore, qui sut lui ménager un heureux retour. »

#### Chambéry (1731-1735)
À son retour de Paris et Turin en 1731, Madame de Warens s'installe à Chambéry dans la maison du comte de Saint Laurent, intendant des finances. Elle s'installe là-bas car l'intendant est chargé de lui verser la pension du roi de Sardaigne, tâche dont il s'acquitte continuellement en retard, et elle pense avec justesse qu'en lui louant sa maison, il sera obligé de la payer. Elle s'y installe aussi pour défendre ses intérêts, afin de ne pas être desservie, selon Rousseau dans ses Confessions.

##### Ménage à trois avec Claude Anet
Lorsque Madame de Warens déménage à Chambéry avec son compagnon, Claude Anet, Rousseau les rejoint, après avoir cherché « Maman » partout. Il est en effet allé à Annecy la retrouver pour s'apercevoir qu'elle était partie pour Paris. Une de ses amies lui indique l'adresse où elle se trouve à Chambéry et il l'y rejoint. Cependant Madame de Warens vit avec Claude Anet une relation secrète, dont Rousseau ne prendra connaissance que lorsque ce dernier, à la suite d'un mot dur de Madame de Warens, tente de mettre fin à ses jours en avalant le contenu d'un flacon de laudanum. Rousseau de son côté devient l'amant de Madame de Warens, qui souhaite l'initier à l'amour en 1732 à l'âge de 20 ans. Les trois vivent sous le même toit une relation difficile mais que Rousseau qualifiera en ces termes dans ses Confessions, déclarant nouer une solide amitié avec Anet : 

« Ainsi s'établit entre nous trois une société sans autre exemple peut-être sur la terre. Tous nos vœux, nos soins, nos cœurs étaient en commun ; rien n'en passait au-delà de ce petit cercle. L'habitude de vivre ensemble et d'y vivre exclusivement devint si grande, que si, dans nos repas, un des trois manquait ou qu'il vînt un quatrième, tout était dérangé, et, malgré nos liaisons particulières, les tête-à-tête nous étaient moins doux que la réunion. »

##### Activités de Madame de Warens à Chambéry

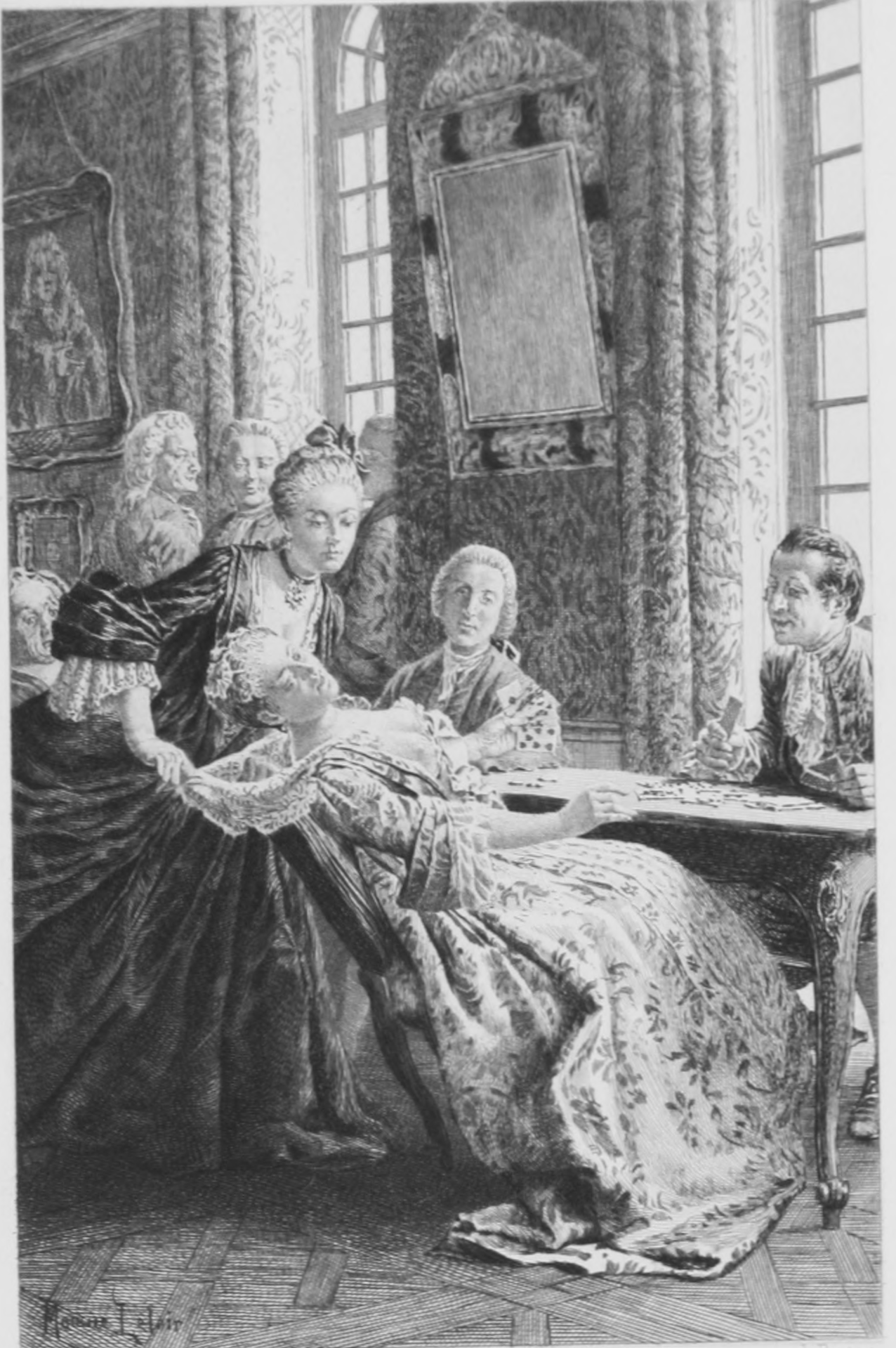
Madame de Menthon découvrant la gorge de Madame de Warens pour mettre au jour le rat censé être caché là selon Rousseau, illustration pour une édition des Confessions.

Outre son rôle d'espionne, Madame de Warens est une femme active qui multiplie les projets et les mondanités. Toujours passionnée de botanique, elle décide de fonder un jardin des plantes royales à Chambéry, afin d'y employer Claude Anet, qui est également herboriste. Elle pratique la chimie empirique à l'hôtel Costa de Beauregard et cherche à s'entourer de personnes entrepreneuses et brillantes, intellectuelles, prêtres, hommes d'affaires. Elle les reçoit chez elle, les invite à dîner et donne des concerts et des spectacles, rend visite à Mme de Menthon en été dans son château.
Claude Anet, envoyé chercher du génépi en montagne au mois de mars 1734, finit par mourir d'une pneumonie. Rousseau prend sa place en tant que secrétaire.

#### Les Charmettes (1735-1740)

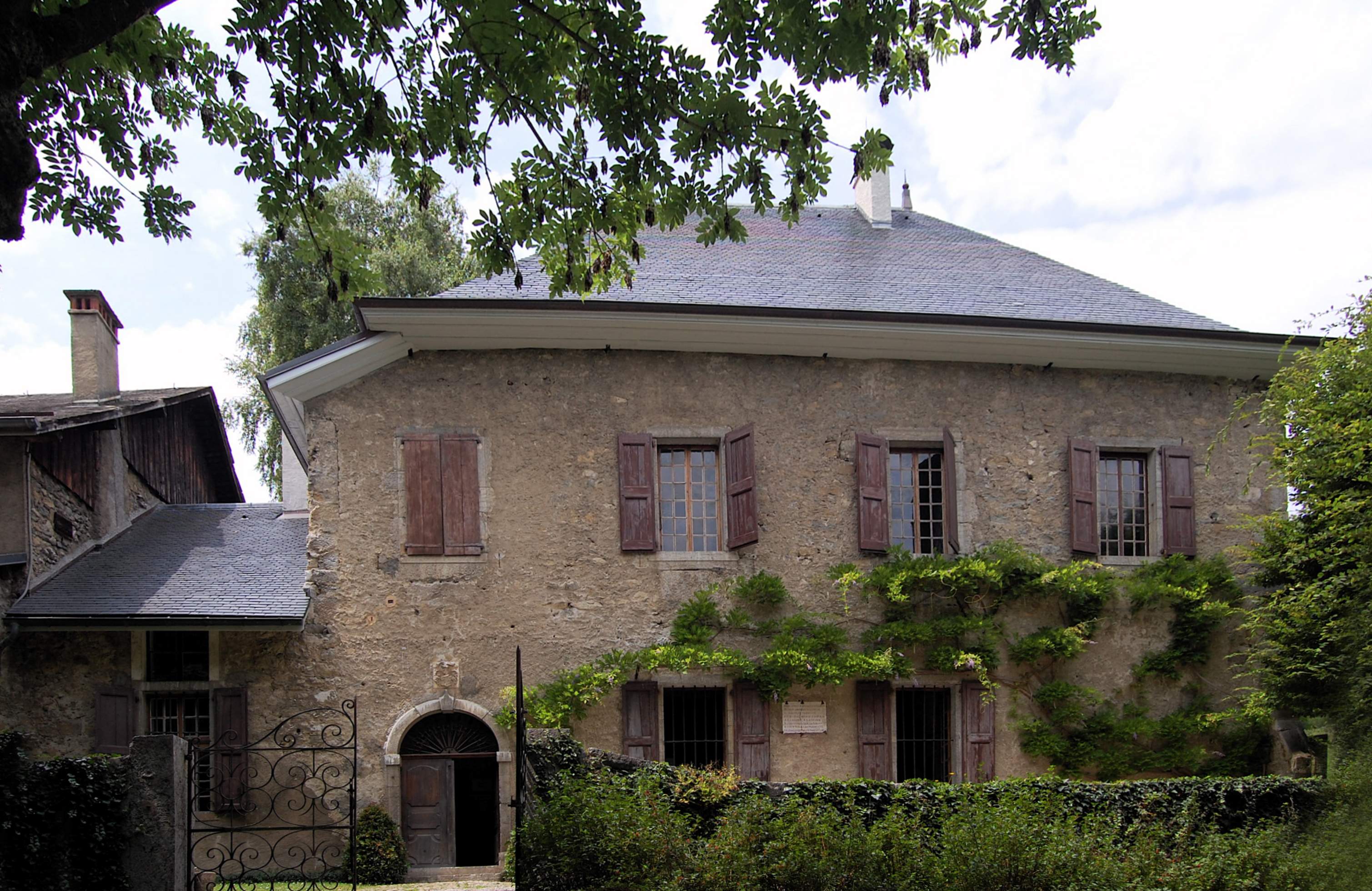
La maison Les Charmettes où Jean-Jacques Rousseau a vécu avec Mme de Warens.
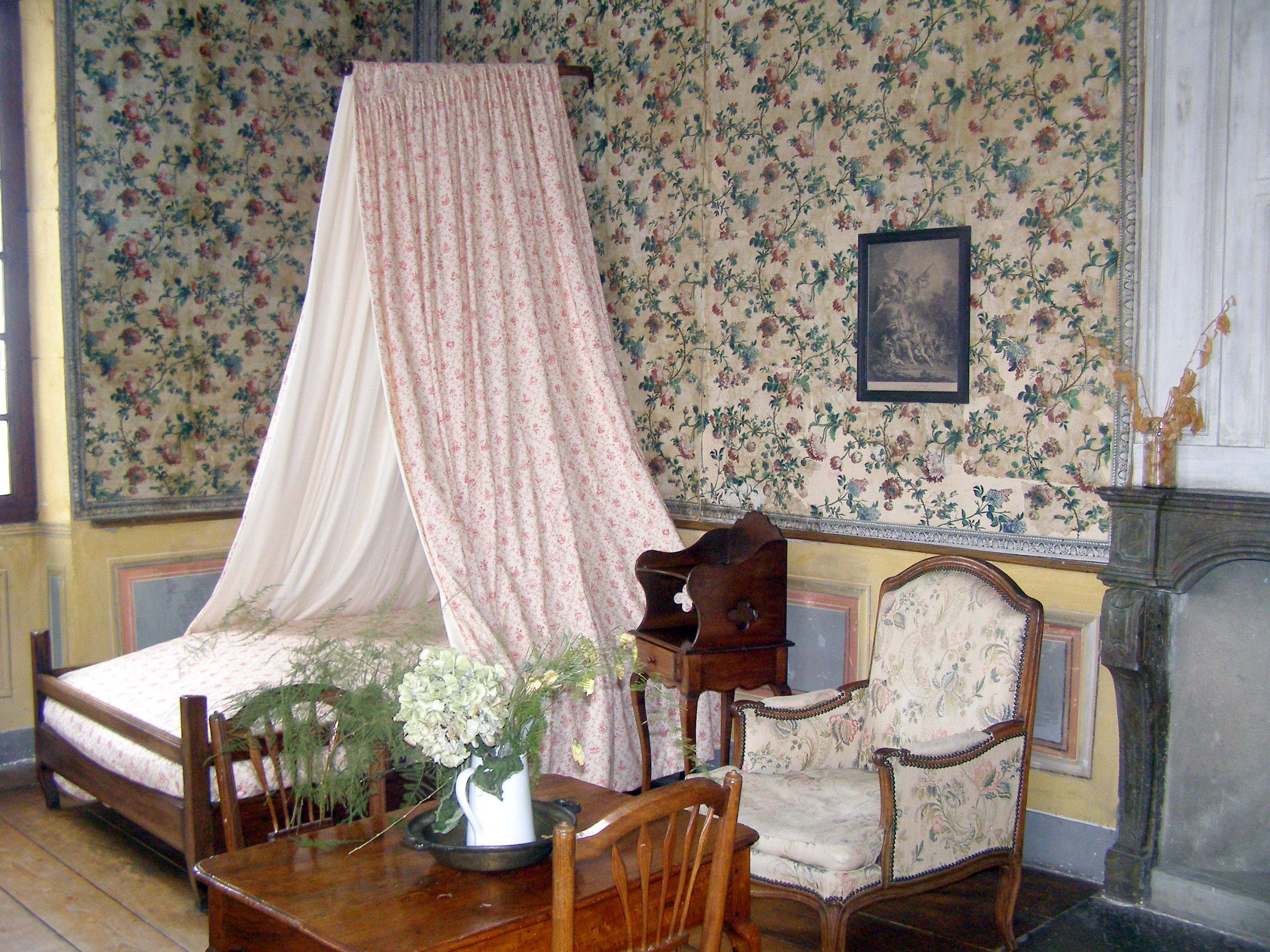
Photo en couleur de la chambre de Madame de Warens aux Charmettes.

Après avoir cherché quelque temps une maison à la campagne, Madame de Warens et Rousseau s'installent en 1735 au domaine des Charmettes près de Chambéry, que Madame de Warens loue au capitaine Noëray.
Avant cela, ils habitent la maison de Madame Revil, et celle de M. de Conzié, qui devient leur ami.
Un bail est signé le 6 juillet 1738. Ce faisant, Madame de Warens succède dans les lieux à Pierre Renaud, procureur de Savoie, qui par la suite lui rend la vie pénible au possible par jalousie.

##### Séjour de Rousseau et essai sur les femmes
Rousseau séjourne chez elle aux Charmettes dès 1735. Elle assure alors son éducation tant spirituelle, philosophique, musicale, artistique que sentimentale, à tel point qu'il ne l'oubliera jamais. J.-J. Rousseau l'appelle « Maman ». Il découvre son attrait pour la littérature à ce moment, lit beaucoup, et étudie avec assiduité. C'est là qu'il rédige son poème intitulé Le Verger des Charmettes,, une prestation remarquée par François-Joseph de Conzié et Madame de Warens. À la suite de ce poème il est décidé que Rousseau a des compétences en littérature et pourrait devenir écrivain. Rousseau et Madame de Warens réfléchissent sur les thèmes qu'il pourrait aborder, et la question de l'inégalité et de la servitude dans laquelle les hommes maintiennent les femmes surgit dans leurs discussions. Rousseau rédige alors deux pages intitulées Sur les femmes, discutant des causes fondant les inégalités entre hommes et femmes, et passe en revue les femmes illustres de l'histoire : Didon, Lucrèce, Jeanne d'Arc. Ce texte peut être considéré comme un prélude au Discours sur l'origine et les fondements de l'inégalité parmi les hommes, mais si Rousseau n'a pas encore dans ce texte élaboré les clefs d'analyse des concepts de nature et culture il s'y positionne en reconnaissant les injustices faites aux femmes.

« Considérons d'abord les femmes privées de leur liberté par la tyrannie des hommes, et ceux-ci maîtres de toutes choses, car les couronnes, les charges, les emplois, le commandement des armées, tout est entre leurs mains, ils s'en sont emparés dès les premiers temps par je ne sais quel droit naturel, que je n'ai jamais bien pu comprendre et qui pourrait n'avoir d'autres fondements que la force majeure,,. »

Texte de Jean-Jacques Rousseau sur les femmes, écrit alors qu'il résidait aux Charmettes avec Madame de Warens en 1735.

L'influence de Madame de Warens sur les conceptions de Rousseau se fait sentir, par exemple l'idée selon laquelle les femmes exercent une action sur les évènements historiques. S'il ne continue pas à travailler sur ce thème, c'est parce qu'il pense que celui-ci a déjà été abordé de nombreuses fois. On sait toutefois qu'il collabore par la suite à un projet de livre de Louise Dupin prenant la défense du rôle des femmes.

##### Départ de Rousseau
En 1737, Rousseau part pour Montpellier pour se soigner de ce qu'il croit être un polype au cœur. Claude Anet avait mentionné un oracle compétent auquel il se propose de rendre visite. Il se croit mourant et redouble de tendresse pour Madame de Warens, ce qui est attesté par les lettres qu'il lui envoie. Sans doute Madame de Warens est-elle également lassée des constantes jérémiades de Rousseau, qui l'entretient de sa mort prochaine et elle ne lui répond pas dans un premier temps. Elle lui adresse ensuite une lettre de reproches. Elle lui conseille de rester à Montpellier encore jusqu'à la Saint Jean, mais ne lui aurait pas envoyé l'argent qu'elle lui avait promis, et ses ressources financières sont épuisées.
Selon Noëlle Roger qui étudie leur correspondance, le départ précipité de Rousseau pour Montpellier a pour cause l'arrivée dans la vie de Madame de Warens du chevalier de Courtilles, soit Jean-Samuel de Wintzenried. Madame de Warens aurait proposé un ménage à trois à Rousseau, qui s'y refuse avec désespoir.

Avant son départ pour Montpellier selon Noëlle Roger, il a eu une franche discussion avec Madame de Warens, qu'il retranscrit dans ses Confessions. Celle-ci ne lui cache pas sa liaison avec le chevalier de Courtilles. Elle est déterminée, puisque le 15 septembre, trois jours après le départ de Rousseau pour Montpellier, Wintzenried signe un acte notarié en son nom. Aux protestations de Rousseau, qui la juge froide et distante, elle oppose ces mots (cités dans Les Confessions de Rousseau) selon lui : 

« Elle me répondit d'un ton tranquille à me rendre fou, que j'étais un enfant, qu'on ne mourait pas de ces choses-là; que je ne perdrais rien ; que nous n'eņ serions pas moins bons amis, pas moins intimes dans tous les sens ; que son tendre attachement pour moi ne pouvait diminuer ni finir qu'avec elle. Elle me fit entendre, en un mot, que tous mes droits demeuraient les mêmes, et qu'en les partageant avec un autre, je n'en étais pas privé pour cela. »

 Rousseau toujours selon ses propres termes lui aurait répondu : « Je vous aime trop pour vous avilir. »
À Montpellier il rencontre Mme de Larnage, à laquelle il se présente sous une fausse identité avec un nom à consonance anglaise. Il est qui plus est à Montpellier sans ressources financières. Rousseau écrit alors le 6 décembre à Madame de Warens, lui signifiant selon Noëlle Roger de manière cryptique son acceptation de la situation avec le chevalier de Courtilles.

« Oh ma chère maman. J'aime mieux être auprès de D. et être employé aux plus rudes travaux de la terre que de posséder la plus grande fortune dans tout autre cas. »

Selon Noëlle Roger, la lettre « D » désigne le chevalier de Courtilles. Rousseau accepte de vivre aux Charmettes en présence de Samuel de Wintzenried et repart précipitamment à Chambéry retrouver Madame de Warens, sans même faire ses adieux à Mme de Larnage. Il lui a écrit : 

« J'approuve tout, je me soumets à tout excepté ce seul article, auquel je me sens hors d'état de consentir, dussé-je être la proie du plus misérable sort. Ah ma chère maman, n'êtes-vous plus ma chère maman ? Ai-je vécu quelques mois de trop ? Vous savez qu'il y a un cas où j'accepterais la chose dans toute la joie de mon cœur. Mais ce cas est unique. Vous m'entendez. »

Entre 1740 et 1742, Rousseau travaille comme précepteur à Lyon. Il quitte les Charmettes, où il vit seul et mortifié les derniers temps, pour se rendre à Paris en 1742 présenter ses travaux sur les annotations musicales.

##### Exploitation du domaine agricole des Charmettes
Madame de Warens administre ses terres agricoles mais la tâche est ardue et Rousseau ne lui était d'aucune aide sur ce plan (il peine à tenir les finances et se montre trop faible pour les travaux agricoles). C'est à ce moment qu'elle embauche comme contremaitre Jean-Samuel de Wintzenried, dit chevalier de Courtilles, dont elle s'éprend. L'exploitation agricole prend de l'ampleur et Madame de Warens entame une liaison avec Wintzenried dès 1737.
Le 17 juin 1742, Madame de Warens écrit au comte de Saint Laurent, intendant général des finances pour se plaindre des vols et des tracasseries perpétrées par la famille de Pierre Renaud sur ses terres. Elle écrit par exemple qu'il mène des chasseurs et des chiens dans ses prés en fleurs, que sa femme envoie sa servante faire « des fassines sur mon fond », et qu'elle incite des gens du faubourg à en faire autant. Ainsi trouve-t-elle un jour un homme du faubourg occupé à couper son bois. Une autre fois, en l'absence du propriétaire, l'accès à l'eau pour les bestiaux est bouché de pierres, et il installe des « passoërs » pour interdire l'accès aux chemins, rendant difficile l'accès aux champs.
Pour Albert Metzger, les années aux Charmettes furent des années difficiles à bien des égards en raison de ces tracasseries.

#### L'exploitation des gisements miniers de Chamonix et les fabriques de poteries et de savons
Madame de Warens revient s'installer à Chambéry en 1742 et y passe ses dernières années. Elle se lance dans l'exploitation de gisements miniers à Sallanches en décembre 1745, car sa pension du roi de Sardaigne est suspendue à la suite de l'occupation de la Savoie par l'Espagne.
Elle s'est lancée dans la production de savons et de chandelles grâce à des capitaux fournis par M. et Mme Baron, fait attesté par une lettre adressée en juin 1745 à Jean-François Hugonin. Une autre lettre adressée au même correspondant le 20 juillet 1747 atteste de l'exploitation des mines « du chapitre de Sallanches en Chamonix province du Faucigny ». Les chanoines du Faucigny lui louent les mines pour l'exploitation, et les fonds de départ sont fournis par M. de Quartery, châtelain de Bex, Jean Gamaliel de la Tour (qui est le frère de sa cousine par alliance Rose de la Tour). L'exploitation débute en 1745, à un certain Borel est confiée l'extraction du minerai, et elle engage un maitre fondeur nommé Pommier. La mine reste active durant dix années, et il est probable que la baronne ait également investi dans les fonds de départ par l'entremise d'un gentillhomme non nommé. Ceci laisse à penser que sa situation financière, dont font état des suppliques adressées à ses nombreux correspondants, était moins catastrophique que ce dont elle fait état dans ses lettres.

##### Occupation espagnole de la Savoie (1742-1748)
Entre 1742 et 1748 plusieurs évènements affectent les revenus de la baronne. Tout d'abord, l'occupation de la Savoie par l'infant d'Espagne, Philippe Ier de Parme, fils cadet de Philippe V, débute par une campagne militaire en 1742. Le roi de Sardaigne Charles Emmanuel bat en retraite en décembre 1742, et les clefs de la ville de Chambéry sont données à l'infant d'Espagne. Le gouverneur de Savoie Claude Menthon a déjà fui le pays en septembre et les archives et finances royales ont été expédiées à Turin par l'intendant à dos de mulets. L'armée espagnole, composée de 20 000 à 40 000 soldats, occupe la Savoie jusqu'en 1748, qui compte à l'époque environ 300 000 habitants. Lui sont fournis du bois, des médicaments, de la viande de boucherie, des chandelles, des chevaux, des mulets et des couvertures, ce qui constitue une charge très lourde pour la population.
Pour Madame de Warens ceci a une conséquence directe : la pension du roi de Sardaigne est suspendue. Par fidélité envers son protecteur, elle ne sollicite rien de l'infant d'Espagne et reste loin de sa cour. Elle bénéficie cependant du soutien discret d'un vieux seigneur qui lui permet d'investir dans une fabrique de savon. Le 5 août 1744 le conseil de la ville de Chambéry lui octroie le droit de vendre le produit de sa fabrique de savon. Elle en envoie d'ailleurs à Rousseau, qui lui écrit en février 1745 de Paris pour l'en remercier.
En 1748, l'occupation prend fin avec le traité de paix conclu à Aix-la-Chapelle entre Marie Thérèse d'Autriche et l'infant d'Espagne. La Toscane reste aux Habsbourg. Parme, Plaisance et Guastella, trois duchés d'Italie, reviennent à l'infant Philippe, et le roi de Sardaigne retrouve ses possessions de Nice et de la Savoie, auxquels s'ajoutent des bouts de territoire du Tessin.

##### La succession la Tour après la mort de Marie Flavard
Jacques de la Tour, oncle paternel de Madame de Warens, meurt à Constantinople en 1745. Le 28 avril 1745, sa belle-mère, Marie de la Tour, installée au domaine des Bassets meurt également, et Madame de Warens retourne à Vevey pour tenter de récupérer une partie de son héritage. Marie de la Tour Flavard a légué tous ses biens à Françoise-Marie de la Tour, qui est également la filleule et la nièce de Madame de Warens. Françoise-Marie de la Tour a épousé en 1737 Jean-François Hugonin, et ce dernier souhaite récupérer l'héritage de sa femme. Or Madame de Warens est toujours, en vertu du testament de son père, sa seule héritière, puisqu'elle est la dernière enfant survivante de ce dernier, alors que Marie Flavard, en vertu du même testament, en est l'usufruitière et doit en pratique rendre les biens au dernier survivant la Tour. Madame de Warens est cependant frappée de « mort civile » depuis qu'elle a quitté Vevey et abjuré sa foi protestante, ce qui pose un problème juridique à la Chambre des bannerets de Vevey. Les Hugonins se sont déjà installés au domaine des Bassets, et Madame de Warens correspond avec sa filleule, avec laquelle elle s'entend plutôt bien.
Les bannerets de Vevey finissent par décider, après avoir dans un premier temps sous l'influence du trésorier Christophe Steiger penché en faveur d'une succession aux Hugonins, de mettre les biens sous séquestre et les faire administrer par l'État le temps qu'une décision soit prise. Madame de Warens n'étant pas décédée, ils estiment que son éventuel retour n'est pas à exclure et qu'il ne convient dès lors pas de remettre ses biens à des personnes qui auraient du mal à s'en dessaisir par la suite.
L'affaire est alors portée au Conseil de Berne. Françoise Marie de la Tour leur écrit une lettre dans laquelle elle s'engage à respecter les droits de Madame de Warens, son mari écrivant également pour demander la possession « provisionnelle » des biens. C'est alors que le commandant Bondelli, Baron du Châtelard, écrit également à Berne pour demander que les revenus du domaine des Bassets servent à l'entretien d'un nouveau pasteur de Montreux. Ceci met le Conseil de Berne dans l'embarras, et il ordonne alors une enquête et un inventaire détaillé des biens, qui sont mis sous séquestre. Cet inventaire détaillé est établi entre le 27 mai et le 3 juin 1743.

##### La compagnie des mines de Haute Maurienne (1747)

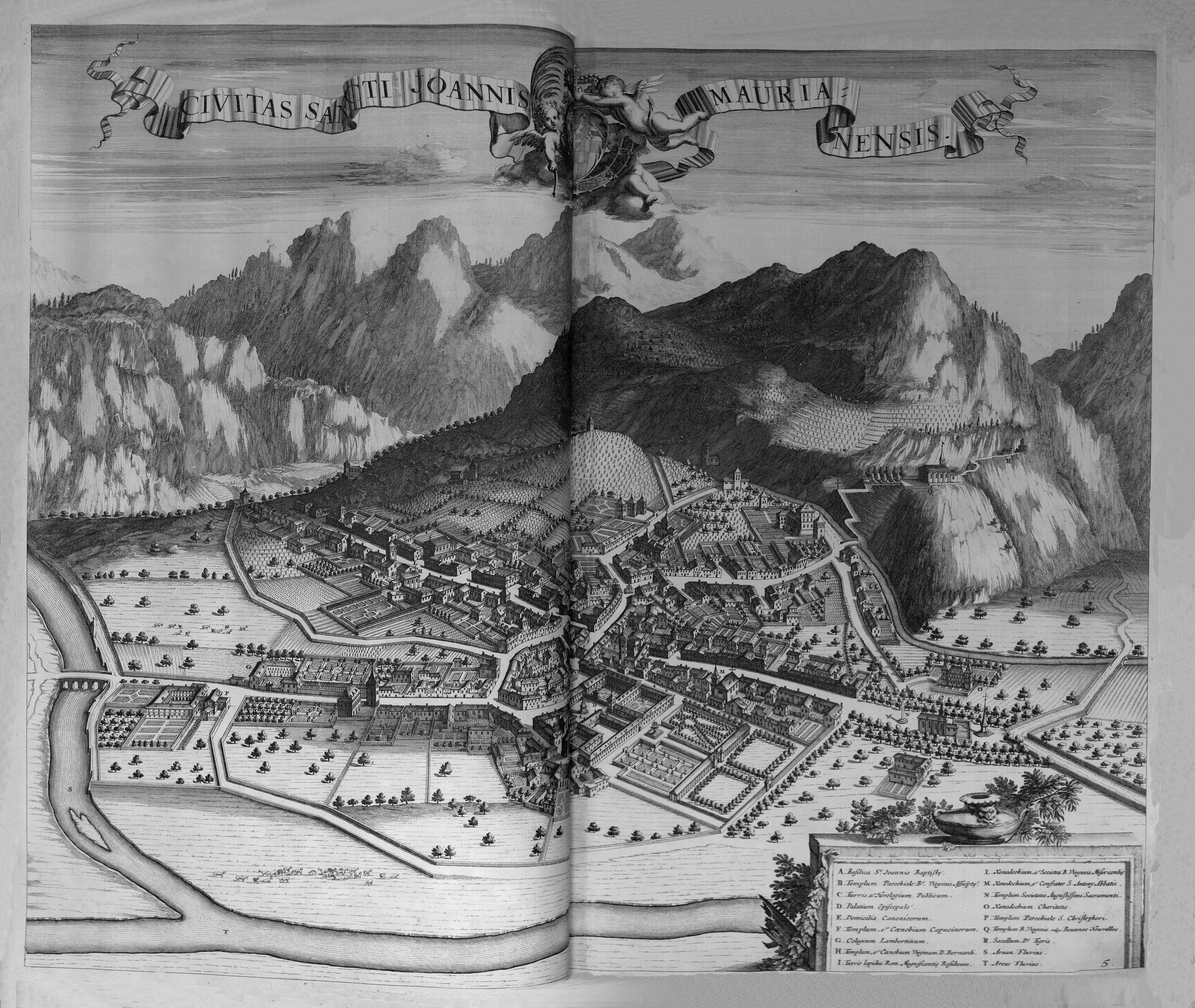
Saint-Jean-de-Maurienne (1726).

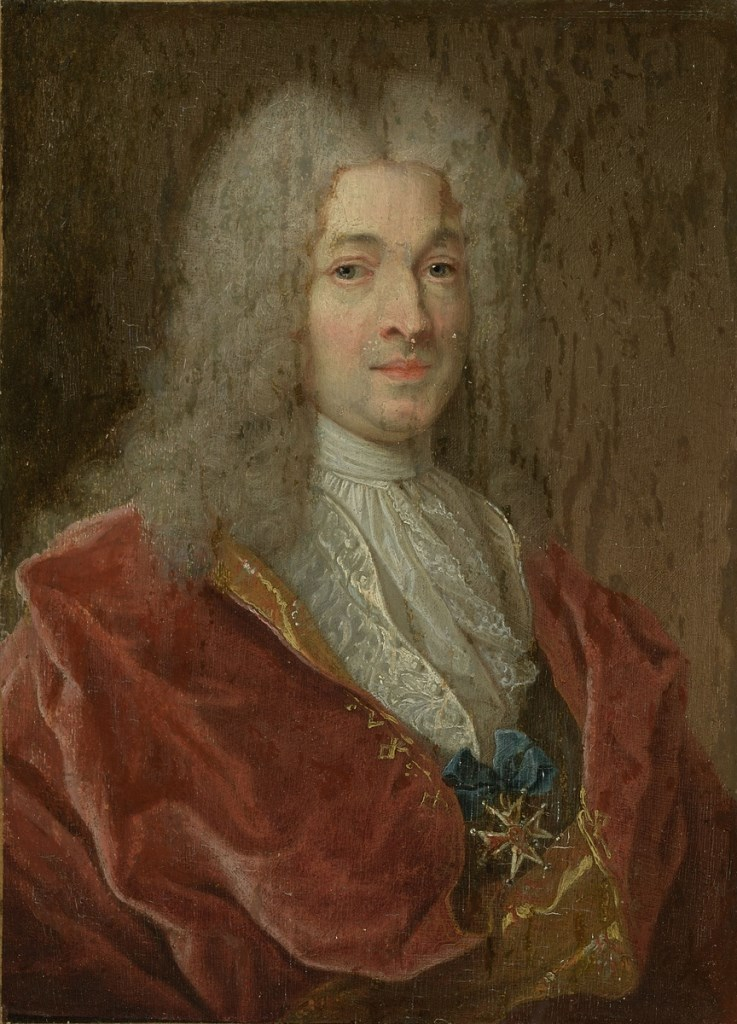
Camille Perrichon, un des bienfaiteurs de Madame de Warens, l'aide à financer son achat des mines de Haute Maurienne.

En février 1743 Françoise de Warens reçoit la visite de Mathieu Cash, originaire d'Orelle en Haute-Maurienne, qui lui est envoyé par Valpergue, l'évêque à Saint-Jean-de-Maurienne. Il lui apporte des pierres qui proviennent d'un filon au-dessus de Bramans et qui contiennent du plomb argentifère. La concession de la mine, qui n'est plus exploitée, appartient au marquis de la Roche, Charles-Gaspard Granéri, qui habite Turin. Madame de Warens lève des fonds auprès de ses connaissances, qu'elle réussit à convaincre de se lancer dans cette industrie qu'elle juge lucrative : Jean-Galmaliel Rovéréaz, Jean-Fançois Hugonin, et M. de Quartery, qui est châtelain à Bex.
Avec le minerai tiré des mines de la Haute-Maurienne, Madame de Warens projette de fabriquer des marmites, que la Savoie importe alors très cher d'Allemagne. Elle propose également de moderniser la mine et, celle-ci étant située à 3 000 mètres d'altitude et accessible uniquement en été, de délocaliser la production des marmites à Chambéry afin d'occuper les ouvriers toute l'année et de ne pas interrompre la production. Lors de sa recherche de capitaux, elle argue que la mine produit des casseroles en fonte et des marmites à récupération de chaleur, pour en éviter l'importation d'Allemagne ou de Franche-Comté en Savoie,.
En septembre 1747, Madame de Warens rencontre Camille Perrichon, qui fait commerce de la soie à Lyon. Elle loge rue de Sainte Catherine, au Logis des quatre nations. Il a dans le passé payé le voyage de 1742 de Jean-Jacques Rousseau à Paris et, fortuné, il aime les cercles littéraires. Il donne à Madame de Warens un chèque en blanc pour couvrir, si besoin est, ses frais pour l'affaire des mines de la Haute-Maurienne. Madame de Warens obtient également l'aide, dans sa levée de fonds pour financer son affaire, de Jean-Guillaume Sautier de la Balme, qui se porte garant d'un emprunt de 30 000 livres par acte notarié. Madame de Warens achète alors la mine située sur les paroisses de Saint-André, Fourneaux, Frenay et Orelle en Maurienne pour 25 000 livres à Charles-Gaspard Granéri. Puis le 25 novembre 1747, Mathieu Cash rejoint officiellement l'affaire en prenant un tiers des parts de la nouvelle société par action constituée par acte notarié aux Charmettes, avec pour témoins Jean Dupasquier, capitaine dans un régiment suisse, et Jean-Samuel de Wintzenried. Le 26 novembre 1747, une convention est établie à Chambéry entre le marquis de la Roche et Madame de Warens, selon laquelle ce dernier se réserve le droit de prendre des parts dans l'entreprise par la suite si elle parvenait à s'établir.

##### La supplique au roi de Sardaigne - 1749
Madame de Warens écrit une supplique au roi de Sardaigne en 1749 pour lui demander l'autorisation d'exploiter les gisements, lui vantant l'indépendance économique de la Savoie et faisant miroiter les possibilités d'exportations des produits de la mine en dehors du duché de Savoie. Ceci nécessite selon elle de transférer la fabrique à Chambéry, car celle de Sallanches doit être rénovée et n'est pas accessible en hiver. De plus, la main d'œuvre est plus abondante à Chambéry. Elle présente habilement les avantages de ses nouvelles marmites à récupération de chaleur : elles sont légères, et conservent mieux la chaleur que les marmites en cuivre importées d'Allemagne. Ceci permet de diminuer le temps de cuisson et représente une économie de bois de chauffe à long terme, alors que la Savoie a connu une période de déboisement due à son occupation par les troupes espagnoles.
Dans sa lettre de cinq pages, elle présente également son nouvel associé, François Mansord, qui a pris des parts dans la société le 26 juillet 1748 pour un montant de 3 000 livres. La baronne va jusqu'à envisager la diversification économique des produits de sa fabrique, en visant la production de cloches en fonte pour les églises et la fabrication d'armes pour la cavalerie du roi. Elle prévoit même d'acheminer le minerai et les produits finis par voie fluviale.

Le roi Charles Emmanuel III accorde la protection royale et l'autorise à produire des poteries dans le duché de Savoie. Il donne aussi le droit d'acheter des explosifs (sel et poudre) et interdit la constitution d'une autre exploitation minière dans le périmètre de la compagnie de Madame de Warens. Il refuse par contre le privilège pour la fonte des cloches.

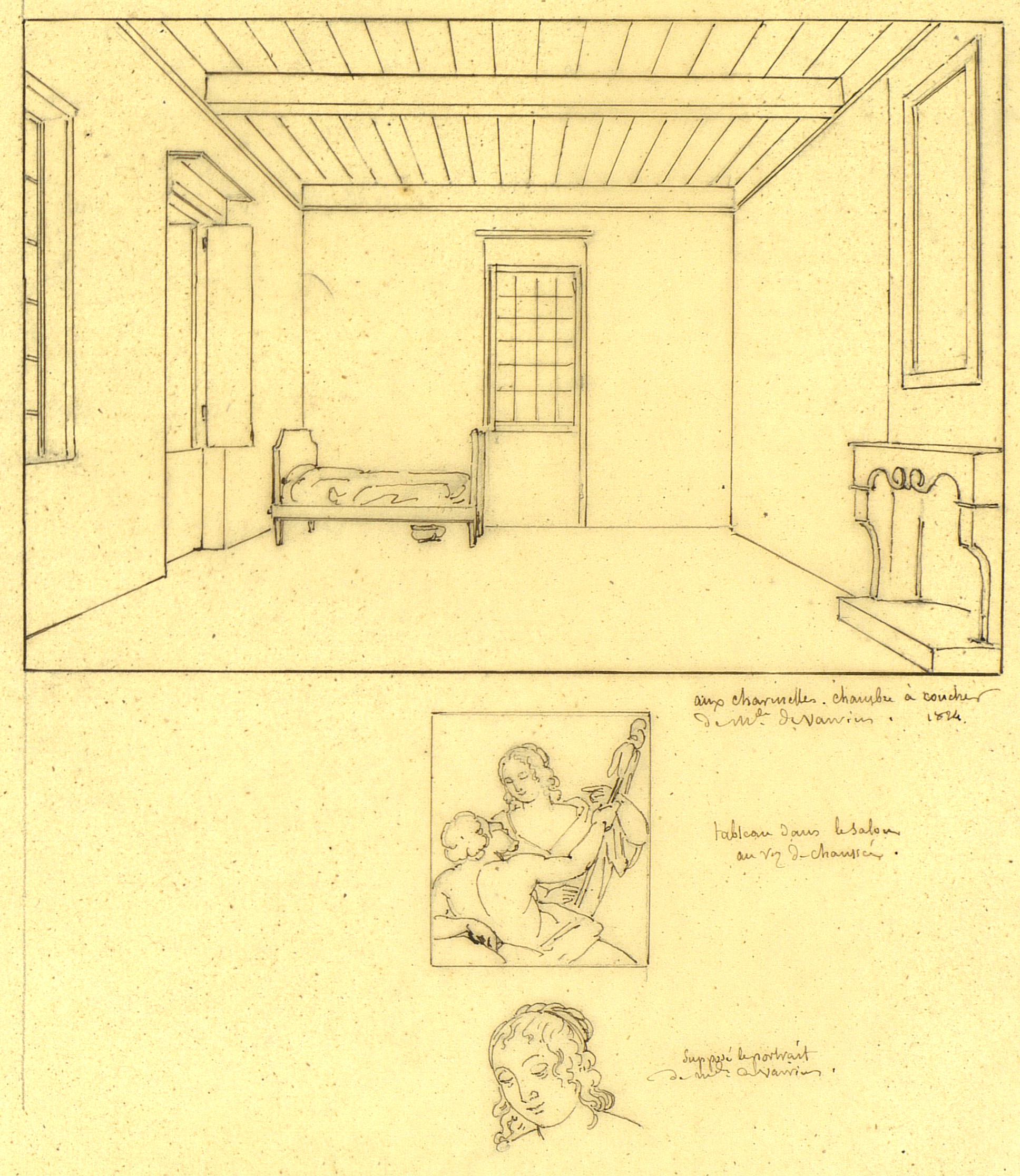
Voyage à Rome fait en 1824 et 1825, par Pierre Lacour fils : Les Charmettes, chambre de Mlle de Varins et tableau avec portrait présumé, 1825.

Selon Anne Noschis, tout le caractère de femme d'affaires et d'entrepreneuse de la baronne se révèle dans cette supplique, ainsi que ses capacités à rassembler et motiver pour ce projet industriel des investisseurs, des associés, des montagnards, des bûcherons et des ouvriers. Elle arrive à s'imposer malgré sa condition d'étrangère et de femme, faisant valoir son expertise due à ses études approfondies sur les minerais.

##### Fondation des mines de Haute-Maurienne
Elle fonde les Mines de la Haute Maurienne en 1749 avec François Mansord, officier dans le régiment des dragons de France en garnison à Saint-Jean de Maurienne. L'homme est un noble originaire de Savoie et il habite Grenoble. La mine produit des casseroles en fonte et des marmites à récupération de chaleur,.
En 1749, Camille Perrichon prend six parts dans la société pour la somme de 36 000 livres Piémont. Jean-Samuel Wintzenried est nommé inspecteur et contrôleur des mines pour un revenu qui lui est alloué de 1 200 livres par an avec une prise en charge de ses repas et l'entretien d'un cheval en sus. Jean-Jacques Rousseau lui écrit pour le féliciter, l'appelant « cher patouilleau ». Madame de Warens établit une convention le 21 décembre 1749 stipulant que la société est constituée de vingt actions, dix dites du dedans appartenant aux membres fondateurs, et dix dites du dehors censées prendre en charge exclusivement tous les frais ultérieurs. Plus tard, un maître de forges, Jean-Claude Charbonnel, est embauché.

#### Compagnie des charbonniers - 1752
Entre 1751 et 1752, s'associant à Jean-Samuel Wintzenried, Charles Perrin, avocat, et Prudent Reveyron, elle fonde la Compagnie des charbonniers exploitant des « charbons fossiles » dans le duché de Savoie.
En 1752 leur est accordée l'autorisation de se livrer à la recherche et l'excavation du charbon de pierre et de terre dans le comté de Savoie. Ils s'associent à Mgr Bérard et à François de la Courbière de Genève pour avoir les fonds financiers nécessaires à l'excavation à Arraches, dans le Faucigny, mais les résultats ne sont pas probants. Des démarches sont entreprises pour écouler 15 000 quintaux de charbon d'Arrache à Genève, mais ils ne reçoivent pas l'autorisation de le faire par la voie des eaux.
Elle poursuit ses affaires industrielles de 1747 à 1757. Ses affaires marchent si bien qu'elle envoie des lingots d'or à ses amis pour Noël.
Camille Perrichon arrive habilement à l'évincer de l'exploitation des mines de Haute-Maurienne en 1757. Les affaires de Madame de Warens périclitent et elle est même poursuivie en justice, ce qui mène à sa ruine.
En 1760, Madame de Warens dispose des revenus fixes suivants : 1 500 livres de la pension du roi de Sardaigne, 200 livres de l'héritage Latour versés par sa nièce, et 150 livres de la succession de l'évêque de Bernex. Selon Anne Noschis, la situation de la baronne telle que décrite par ses premiers biographes, François Mugnier et Alfred Montet, n'est pas aussi catastrophique qu'ils l'affirment. Madame de Warens a à son service une servante et un secrétaire, et vit au faubourg Nézin à Chambéry.

#### Ruine et fin de vie

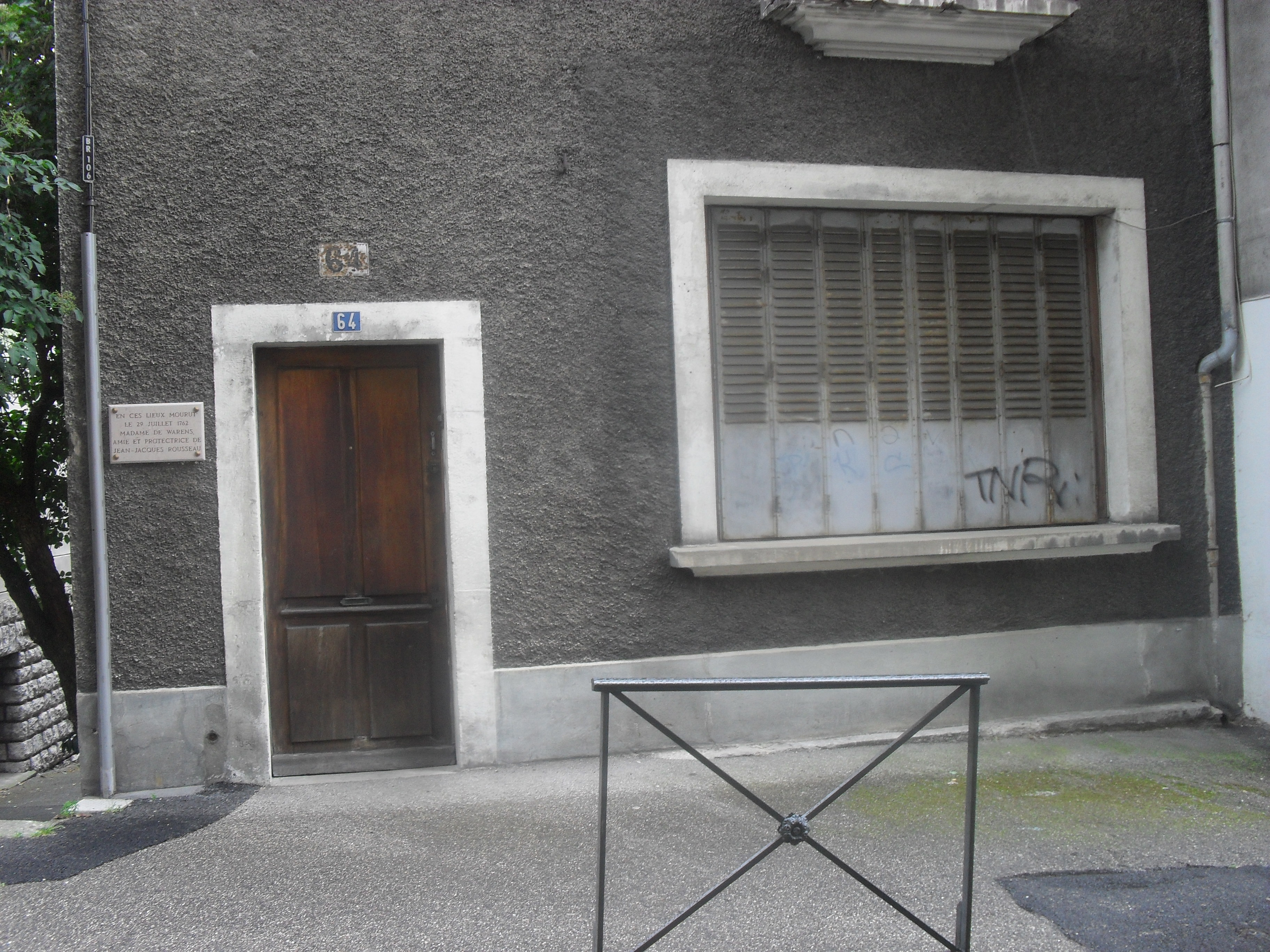
Lieu de décès de Mme de Warens, en 1762.

Rousseau lui rend visite avec sa femme, Marie-Thérèse Levasseur, en juin 1754 à Chambéry et en août 1754 à Grange Canal près de Genève. Il se dit alors frappé par sa déchéance et peine à reconnaitre en elle la femme qu'il avait rencontrée jadis,,. Après une dernière visite où elle demande une aide financière à Rousseau, il lui fait porter une modeste somme par Marie-Thérèse, et Madame de Warens donne sa bague à Thérèse.
Elle tombe gravement malade en 1756 et écrit le 7 février au baron d'Angeville qu'elle souffre de douleurs de goutte dans tous les membres et a les pieds enflés. Le 27 septembre 1757, elle est obligée de résilier l'achat d'une maison fait à Évian en 1755 à Jean-François Joudon, où elle comptait se retirer, faute de moyens pour honorer le paiement, et ceci à son désavantage puisqu'elle doit verser une somme de 415 livres pour dommages et intérêts, qui sont pris sur la pension que lui verse le roi de Sardaigne à la trésorerie de Chambéry.
De son côté, Jean-Samuel Wintzenried essaie de trouver un emploi d'assesseur auprès du gouvernement pour subvenir à ses besoins. À la suite de la destitution de Madame de Warens des mines de la Haute-Maurienne, il perd l'emploi de contrôleur et inspecteur qu'il a tenu durant trois ans dans l'entreprise quand Thoring est nommé directeur général. Une pension de 600 livres par an lui est versée du 1er juillet 1752 jusqu'en 1758, date à laquelle devait se terminer son contrat. Dans une lettre de 1756 qui est censée louer ses bons services, on apprend qu'il est marié depuis 1752 à la fille d'un M. Bergonsi, de Moutiers. Le dernier acte notarié de la baronne de Warens passé en sa faveur lui accorde une pension de 100 livres et une somme de 1 755 livres en échange de la cession de tous les droits sur les mines dont il fut l'associé.
Madame de Warens meurt dans une maison située au 64, faubourg Nezin à Chambéry, le 29 juillet 1762 à dix heures du soir,. Ses funérailles ont lieu le 30 juillet 1762 à l'église de Lémenc à Chambéry et sont menées par le curé Gaime. Jean Danel, homme d'affaires genevois qui partageait alors sa vie, paie les frais d'enterrement.
Le fisc sarde invoque le droit d'aubaine pour saisir l'appartement de Madame de Warens dans la maison Crépine. L'appartement est sous séquestre jusqu'en 1768, le propriétaire recevant un dédommagement financier de 400 livres. Le royaume de Sardaigne souhaite faire disparaitre tout document compromettant faisant état des services d'espionnage de Madame de Warens.

Rousseau tente de reprendre contact avec elle, et découvre qu'elle est décédée dans une lettre que lui adresse François-Joseph de Conzié le 4 octobre 1762 : 

« Vous voulez que je vous parle de notre digne amie, la baronne de Warrens ; je vous dirai mon cher Rousseau, qu'elle est actuellement heureuse, puisqu'elle a quitté ce bas monde, où elle vivait accablée de maladies, de misères, abandonnée des injustes humains. »

 Sa tombe subsiste longtemps et des visiteurs en rendent compte, puis ses ossements sont transférés de Lémenc au cimetière de la ville dans une fosse commune, sans doute avant 1864.

## Œuvres
Épistolière, Madame de Warens est l'auteure incontestée de lettres ; ses Mémoires et Pensées sont controversées, il est probable que leur auteur en soit uniquement François Amédée Doppet, qui aurait ainsi souhaité profiter de la notoriété du sujet et critiquer Rousseau et ses Confessions dans lesquelles le philosophe dévoile des éléments privés de la vie de Madame de Warens, plus précisément sa liaison avec Claude Anet et Jean-Samuel Wintzenried. Albert Metzger indique dès 1888 la problématique dans son livre intitulé Les Pensées de Mme de Warens, son biographe le général Doppet, Mme de Warens aux Charmettes, son oratoire, Mme de Warens au Reclus, ses relations avec Wintzenried jusqu'en janvier 1754, d'après les documents inédits tirés des archives départementales de la Savoie...,,.

## Postérité et hommage
Rousseau lui rend hommage 50 ans après l'avoir rencontrée en 1778, alors qu'il est vieux et malade, dans les dernières pages qu'il ait écrites, la « Dixième promenade » des Rêveries du promeneur solitaire. Le personnage de Julie de son roman La Nouvelle Héloise est inspiré par elle et le roman a pour cadre les lieux où Madame de Warens a passé son enfance. Il décrit par le menu le domaine des Bassets.
À Genève, une avenue porte son nom.
Jules Michelet écrit : « Le génie de Rousseau naquit de Madame de Warens. »
Françoise Lambert, conservatrice du musée de Vevey, est d'avis que la ville de Vevey n'aimait pas Madame de Warens, mais qu'elle lui doit beaucoup, puisqu'avec le succès du livre La nouvelle Héloïse de Rousseau, les premiers touristes anglais sont venus en visite à Vevey, donnant plus tard naissance à la Riviera, secteur touristique de Vevey au bord du lac. Le musée de Vevey a consacré une exposition à Madame de Warens à la suite de la sortie du livre d'Anne Noschis.

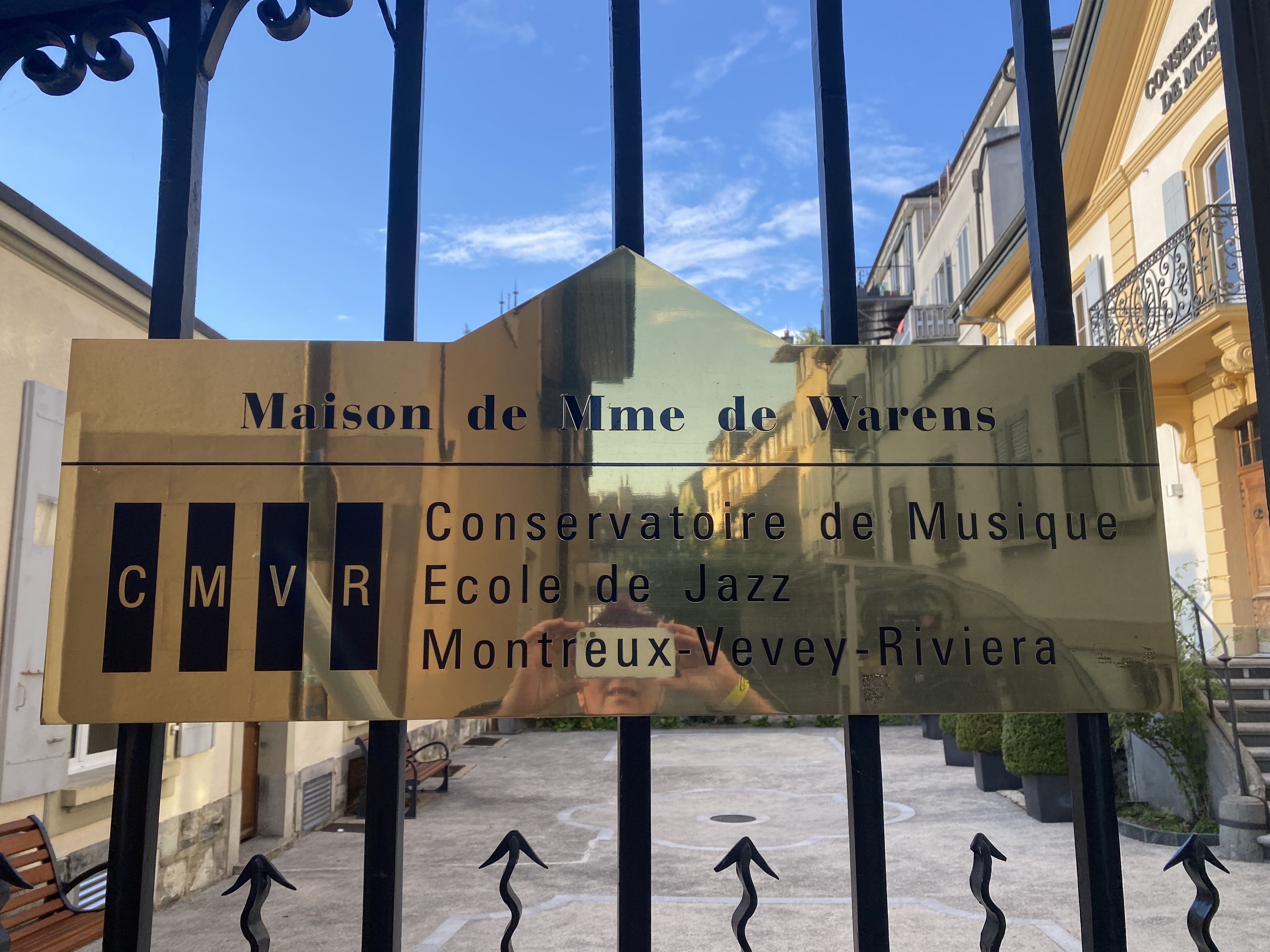
Plaque commémorative de Madame de Warens à Vevey à l'emplacement de sa maison natale, où elle vécut avec son mari Sébastien de Loys.
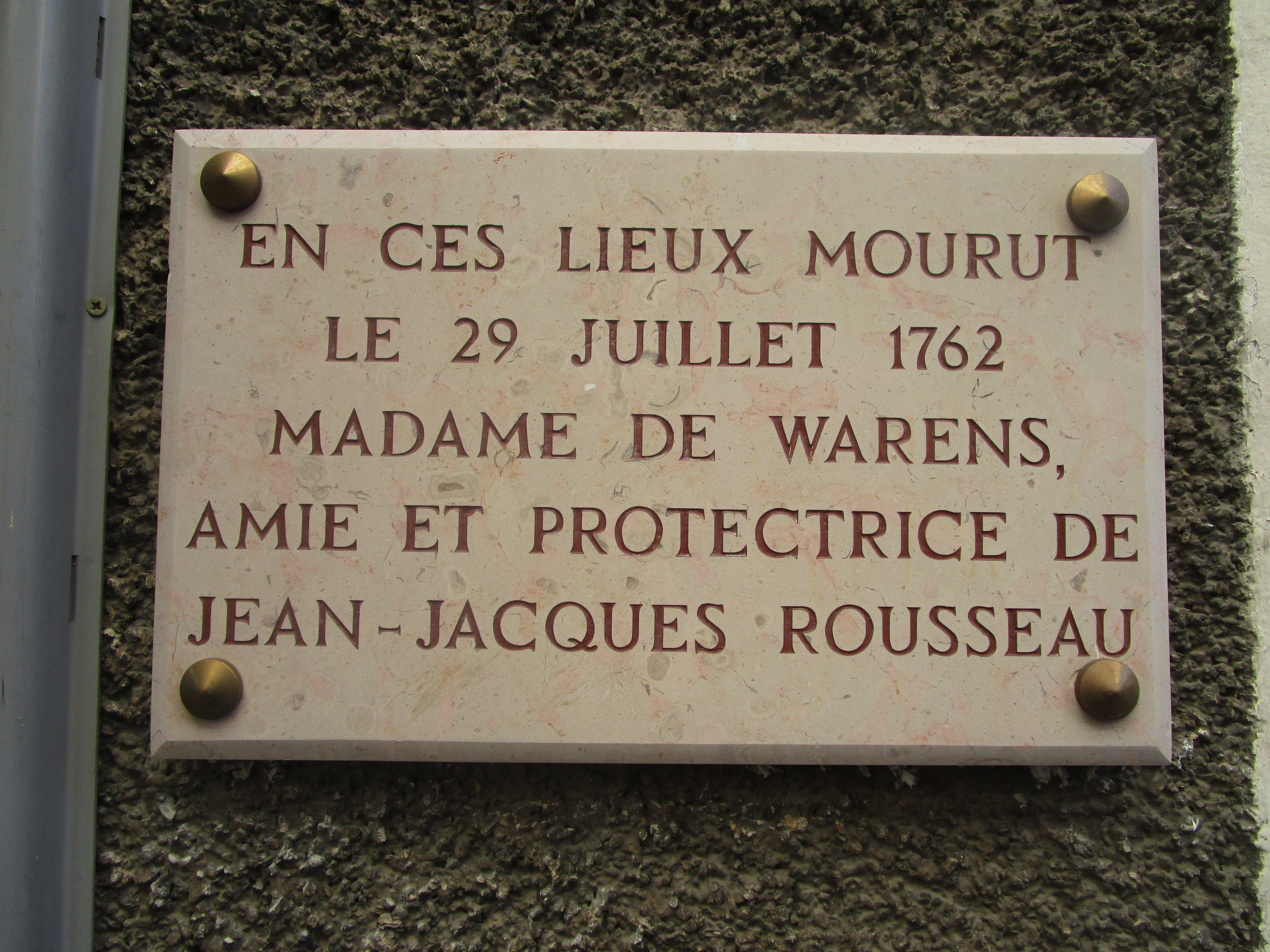
Plaque commémorative Décès de Mme de Warens.
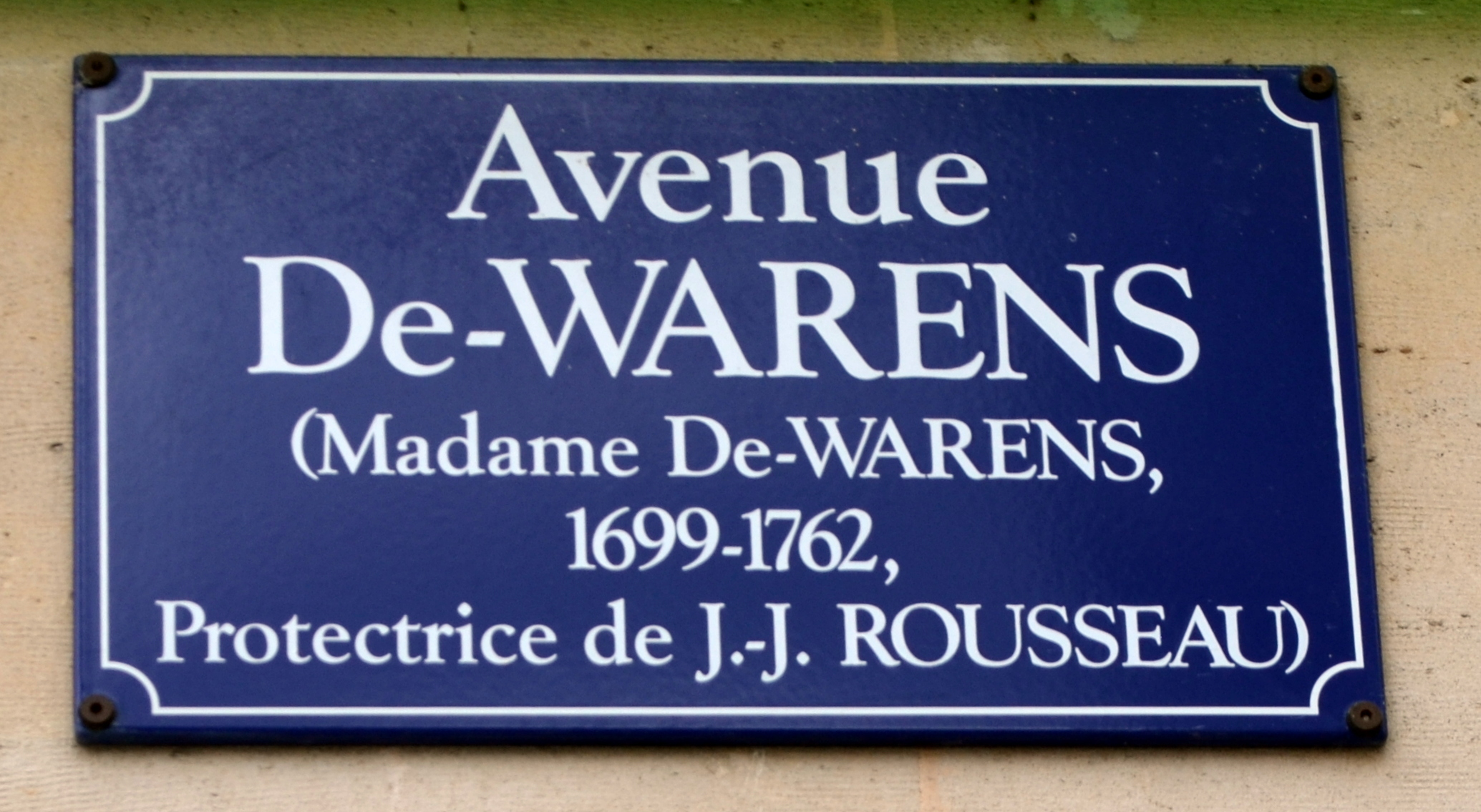
Avenue De-Warens, Genève.
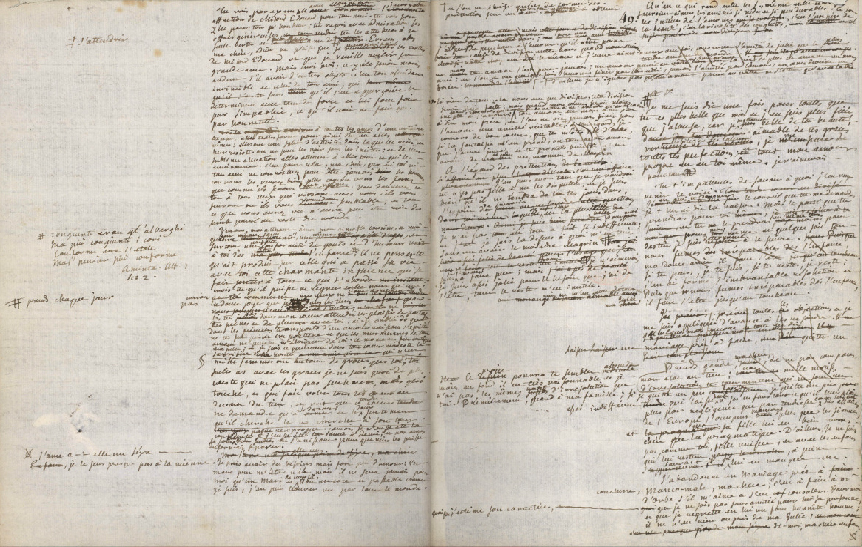
Pages du manuscrit de La Nouvelle Héloise de Jean-Jacques Rousseau.

## Historiographie

Amédée Doppet, biographe de Madame de Warens.

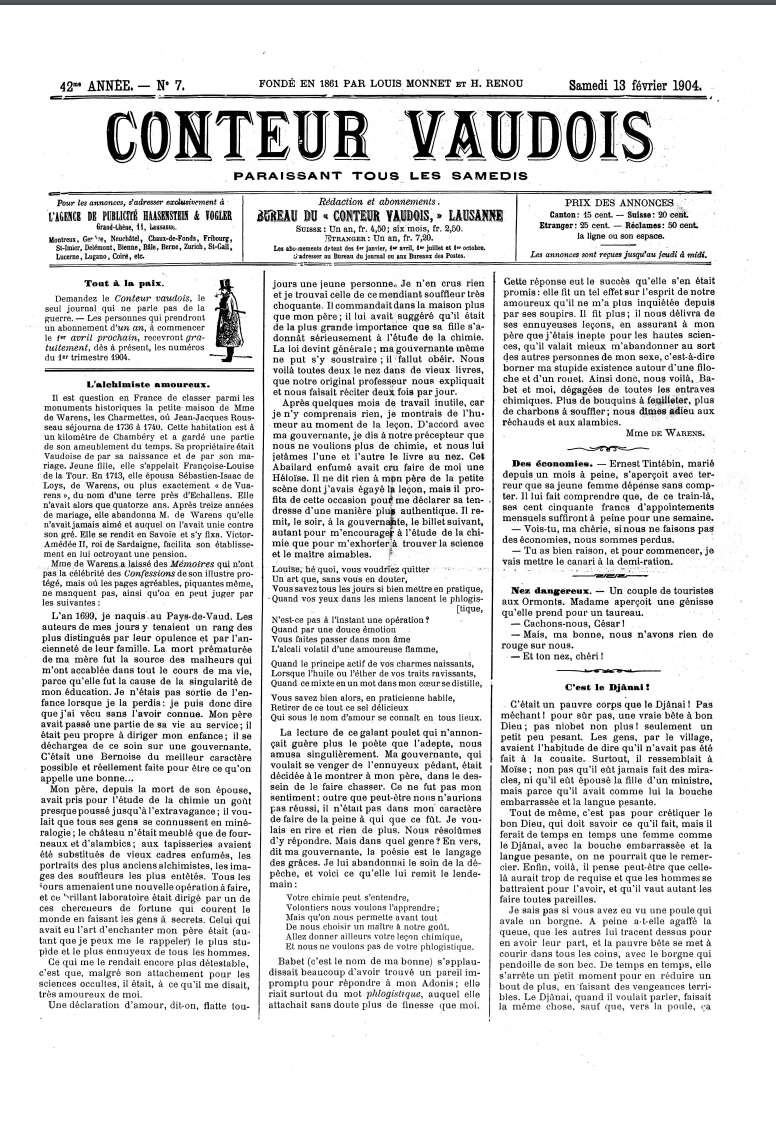
L'alchimiste amoureux de Madame de Warens, extrait des Mémoires, dans le Conteur vaudois, 13 février 1904. Ces Mémoires ne sont pas d'elle.

La notoriété de Rousseau et son évocation des années passées aux côtés de Madame de Warens inscrivent la description de sa vie dans la culture littéraire française, tout en passant sous silence les années de son enfance et ses activités de femme d'affaires, alors que la période la plus faste de sa vie se situe entre 1747 et 1757 lorsqu'elle se lance dans l'exploitation minière.
François Amédée Doppet publie des fausses mémoires en 1785 sans doute dans l'espoir de se faire connaitre comme Rousseau, en alléguant avoir retrouvé le bréviaire de Madame de Warens, mais Albert Metzger dément ces affirmations en 1888.
En 2012, l'historienne Anne Noschis publie une biographie complète de Madame de Warens retraçant tout son parcours, de son enfance à Vevey, en mettant l'accent sur ses réalisations personnelles,.